# Filadelfia
Filadelfia (en inglés: Philadelphia, también apodada coloquialmente Philly) es la mayor ciudad del estado de Pensilvania, Estados Unidos. Está ubicada sobre la orilla occidental del río Delaware —poco antes de su desembocadura en la bahía de Delaware—, que la separa del estado de Nueva Jersey, y en un punto intermedio entre las importantes ciudades de Nueva York y Washington D. C. Es la quinta ciudad del país por población y la 51.ª del mundo. El condado de Filadelfia, del que es sede, tiene 1 526 000 habs. (Philadelphia City) y su área metropolitana (Valle de Delaware) alcanza los seis millones de habitantes (censo de 2014).
Es un gran centro histórico, cultural y artístico en los Estados Unidos, y de la misma forma un importante puerto industrial sobre el río Delaware, que se extiende hasta el océano Atlántico. Fundada en 1682, fue durante el Siglo XVIII la ciudad más poblada de las Trece Colonias y la tercera ciudad más poblada del Imperio británico (tras Londres y Dublín), antes de convertirse provisionalmente en la ciudad capital de los Estados Unidos. Fue velozmente superada por Nueva York y le cedió su estatus de capital a la flamante ciudad de Washington D. C. Hoy, Filadelfia es la principal metrópolis del estado de Pensilvania, aunque la capital y sede del gobierno es Harrisburg.
Establecida en 1682, es una de las ciudades más antiguas del país, y, como capital original y ciudad más grande de la época colonial, gozaba de una importancia política y social mayor que Boston o Nueva York. En 1776, el Congreso Continental de las Trece Colonias se reunió en Filadelfia y en el 4 de julio de ese año, declaró la independencia de Gran Bretaña. Quizás el ciudadano más famoso de Filadelfia fue Benjamin Franklin, escritor, científico y político.
Filadelfia es fundamental para la historia afrodescendiente, y su gran población negra es anterior a la Gran Migración.

## Historia

### Etimología
El nombre de la ciudad, elegido por William Penn, significa «la ciudad del amor fraternal». Filadelfia está compuesta por, en griego antiguo, φίλος phílos ‘amado, querido’ y ἀδελφός adelphós ‘hermano, fraternal’, pues se deseaba que fuese un refugio de tolerancia religiosa.

### Los comienzos de Filadelfia

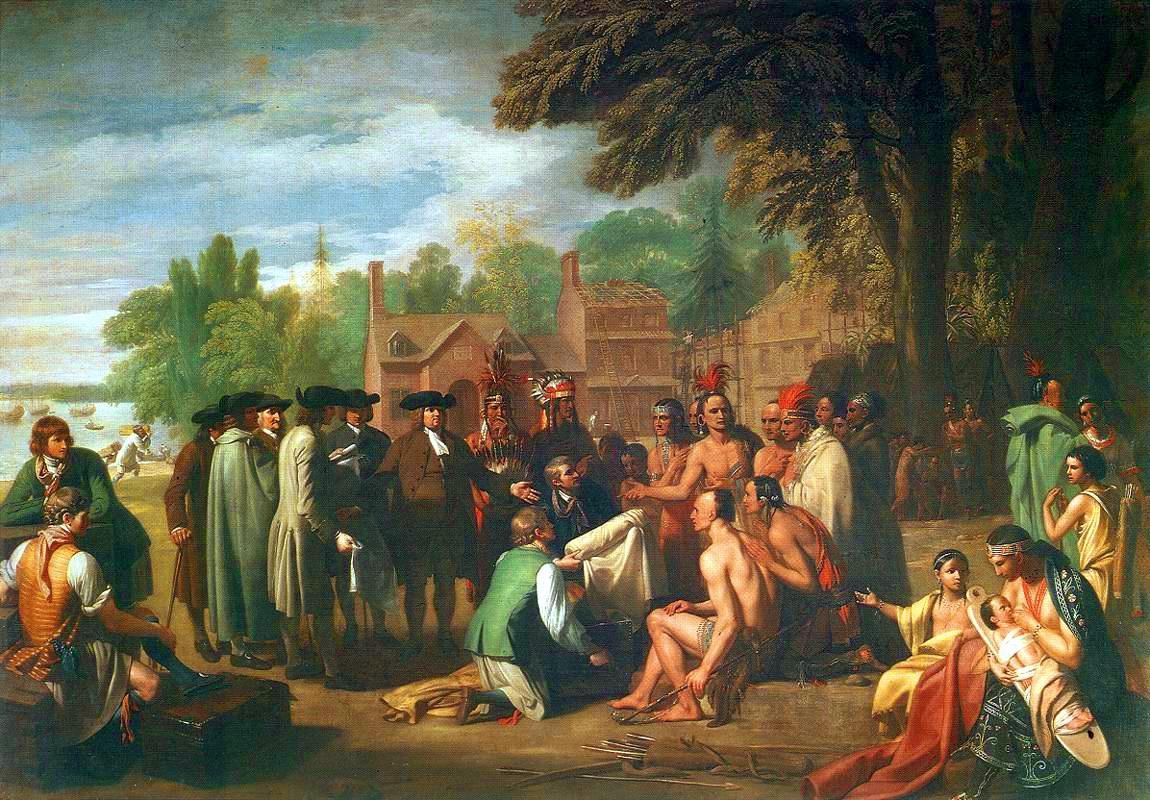
The Treaty of Penn with the Indians. Este afiche representa la firma del tratado de paz entre los nativos y William Penn, en Shackmaxon.

Antes de la llegada de los ingleses, casi 20 000 amerindios lenapes, pertenecientes a la nación algonquina, habitaban en el valle de Delaware y el asentamiento de Shackmaxon.
La exploración del valle de Delaware se efectuó a principios del siglo XVII. Los primeros colonos reclamaron toda la ribera del río y procuraron expandir su influencia con la creación de una colonia agrícola y negociadora de pieles para evitar a los comerciantes franceses y británicos. La primera expedición sueca a Norteamérica se embarcó desde el puerto de Gotemburgo en 1637. Fue organizada y planificada por Clas Fleming, un almirante sueco proveniente de Finlandia. Parte de esta colonia, llamada Nueva Suecia, incluía territorios de la costa oeste del río Delaware hasta justo debajo del río Schuylkill, en otras palabras, Nueva Jersey, la Filadelfia actual, Pensilvania, el sudeste de Pensilvania, Delaware y Maryland.

En 1681, el rey de Inglaterra Carlos II le otorgó una carta de autorización a William Penn a cambio de la anulación de una deuda que el gobierno le debía a su padre. Mediante este documento, la colonia de Pensilvania quedaba oficialmente fundada. William Penn (1644‑1718) era un cuáquero inglés: pertenecía a este grupo religioso disidente que sufría persecuciones en Inglaterra, que rechazaba la jerarquía eclesiástica y proclamaba la igualdad, la tolerancia y la paz. Por ello, Pensilvania se convirtió rápidamente en un lugar de amparo para todos aquellos oprimidos por profesar esta fe. William Penn se trasladó de Inglaterra hacia América en 1682 y fundó la ciudad de Filadelfia. Se aseguró de que esta ciudad sirviese de puerto y centro político. Aunque Carlos II ya le había obsequiado la tierra, William Penn también compró la tierra a sus legítimos propietarios, los amerindios, a fin de establecer con ellos relaciones pacíficas. Al parecer, firmó un tratado de amistad con el jefe lenape Tamanend en Shackmaxon en 1682.

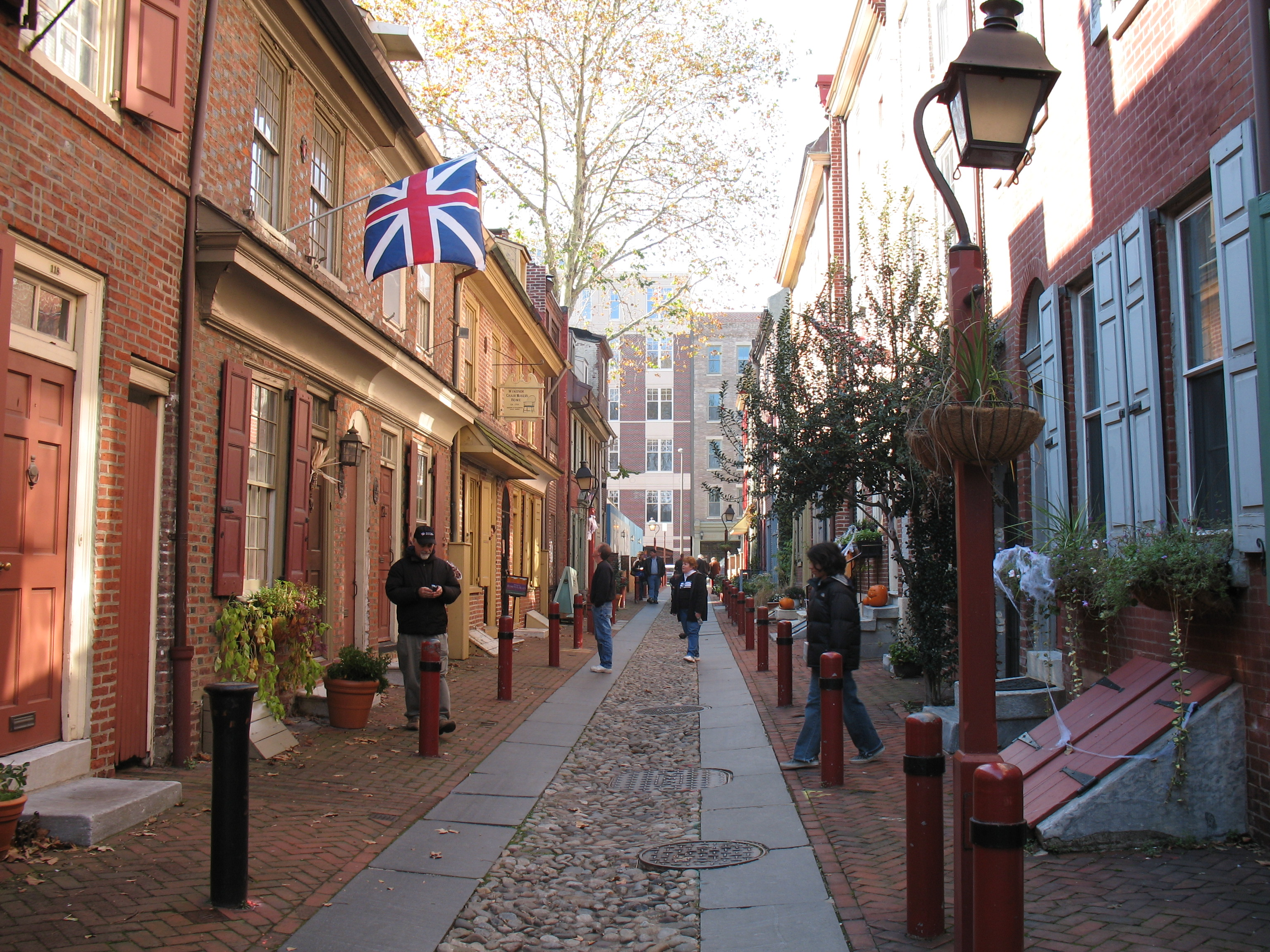
Elfreth's Alley, calle habitada desde 1713.

Filadelfia fue diseñada según un plano en damero, el más antiguo de los Estados Unidos, con calles anchas y cinco parques. Willliam Penn deseaba, sobre todo, hacer de esta ciudad una ciudad de Dios, garantizando la libertad de culto. El nombre de la ciudad, en griego Φιλαδέλφια («amor fraternal»), reflejaba esta ambición. Cuando William Penn regresó de Inglaterra a Filadelfia en 1699, tras una ausencia de quince años, halló una ciudad mucho más grande que se encontraba justo detrás de Boston en términos de población. Numerosos inmigrantes europeos, ingleses, neerlandeses, franceses protestantes, habían llegado, atraídos por la prosperidad de la ciudad y su tolerancia religiosa. Un primer grupo de alemanes se instaló en 1683 en el barrio actual de Germantown. Willliam Penn le otorgó una carta a la ciudad el 25 de octubre de 1701 a fin de crear instituciones municipales: un ayuntamiento, consejos y una asamblea.
Para la segunda mitad del siglo XVIII, Filadelfia se había convertido en la ciudad más poblada de las Trece Colonias (14 000 habitantes en 1780) y superaba incluso a Boston. Le disputaba asimismo a Dublín el puesto de segunda ciudad del Imperio británico.

### Un centro de luces

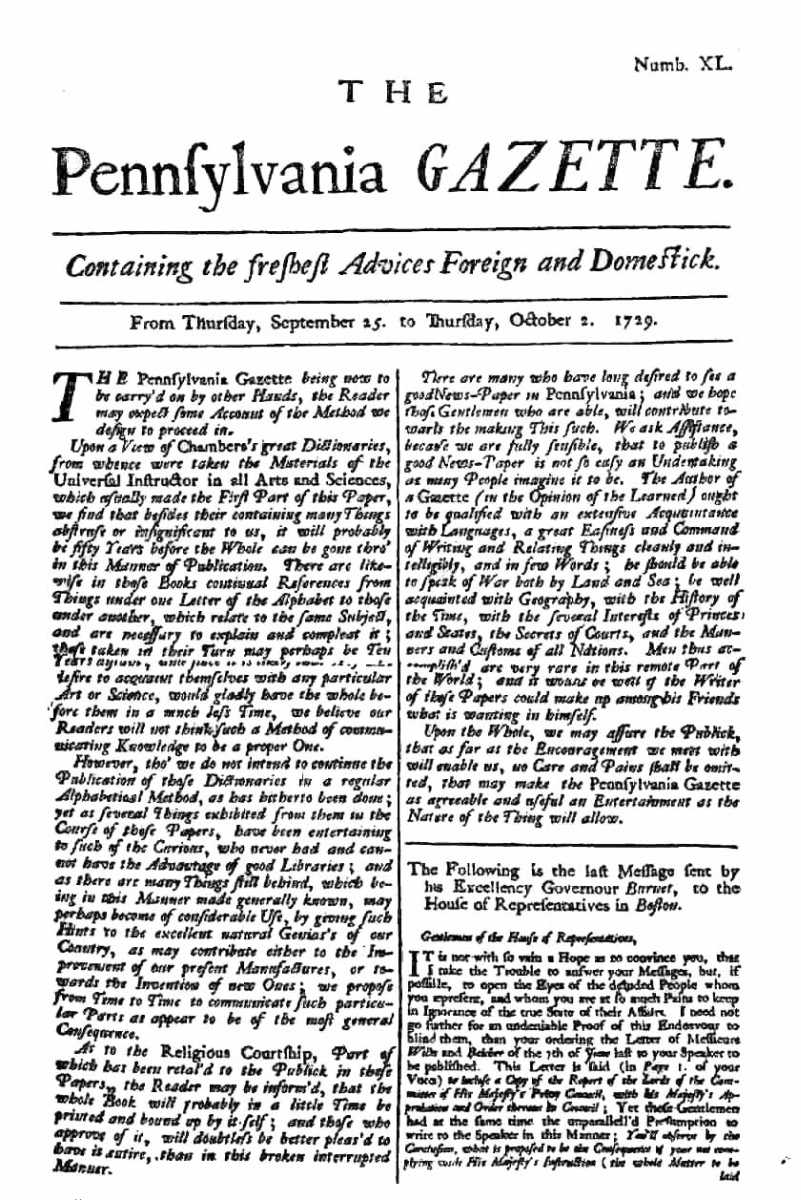
La Pennsylvania Gazette.

A fines del siglo XVIII, Filadelfia era el «legítimo centro de ideas revolucionarias», notablemente bajo el impulso de Benjamin Franklin (1706‑1790). Este erudito, nacido en Boston, Massachusetts, llegó a Filadelfia en 1723 y fue uno de los fundadores de la Library Company of Philadelphia (1731), de la Universidad de Pensilvania (1740) y de la Sociedad Americana de Filosofía (1743). En 1752, inventó el pararrayos. En 1728 John Bartram creó un jardín botánico, el primero en su género en América del Norte. Fue también en el siglo XVIII cuando Filadelfia se transformó en el principal centro de ediciones de las Trece Colonias: el primer periódico, The American Weekly Mercury, apareció en 1719. La Pennsylvania Gazette (1723) ejerció una función importante durante la Revolución estadounidense. En 1739 se publicó el primer tratado contra la esclavitud y la ciudad se convirtió, junto con Boston, en uno de los centros abolicionistas del país.
El saber y la cultura conocieron un importante desarrollo en el siglo XVIII, tanto fue así que la ciudad era mencionada a veces como la «Atenas de Norteamérica». En los años 1760 se inauguró una escuela de anatomía, una escuela de medicina en 1765 y, al año siguiente, una compañía y un teatro permanente. En 1790 se inaugura la Escuela de Derecho de la Universidad de Pensilvania, la escuela más antigua de derecho de los Estados Unidos. Muchos artistas de la ciudad fundaron en 1794 el Columbianum, que constituía entonces la primera sociedad para el fomento de las bellas artes.
En fin, Filadelfia se dotó de equipamientos, de herramientas públicas y de infraestructuras urbanas antes que las demás ciudades estadounidenses, sobre todo bajo el impulso de Benjamín Franklin: un hospital y una compañía de bomberos en los años 1730 y muchos bancos fueron fundados en los años 1780. La Pennsylvania State House (actual Independence Hall), en la sede de la asamblea colonial, fue construida en 1753. Las calles fueron progresivamente pavimentadas e iluminadas con lámparas de gas.

### La revolución estadounidense

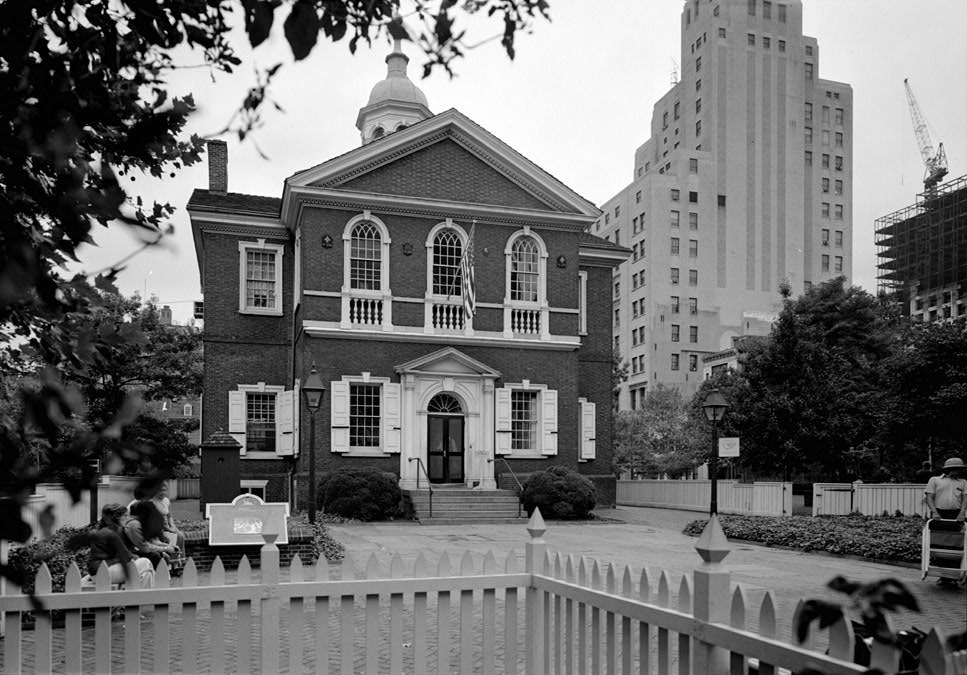
En el Carpenters' Hall se efectuó el Primer Congreso Continental en 1774.

En los años 1770, Filadelfia se convirtió en unos de los principales centros de la Revolución estadounidense. Los Hijos de la Libertad, una organización de patriotas americanos, eran muy activos en la ciudad: resistían a las medidas fiscales impuestas por la urbe e incitaban a los colonos a boicotear las mercaderías inglesas.
Filadelfia fue la elegida, a causa de su posición central en el seno de las Trece Colonias, para acoger el Primer Congreso continental que se reunió del 5 de septiembre al 26 de octubre de 1774 en el Carpenters' Hall. El Segundo Congreso continental se extendió entre 1775 y 1781, fecha de la Declaración de Independencia y de la ratificación de los Artículos de la Confederación. Durante la guerra de independencia, esta asamblea organizó el ejército continental, emitió papel moneda y se ocupó de las relaciones internacionales del país. Los delegados firmaron la Declaración de Independencia el 4 de julio de 1776 en esta ciudad. Sin embargo, en respuesta a la derrota estadounidense de Brandywine en 1777, el Congreso tuvo que dejar la ciudad, así como 2/3 de la población. Los habitantes debieron esconder la Campana de la Libertad.
También tuvieron lugar varias batallas entre las fuerzas estadounidenses comandadas por George Washington y las británicas en la ciudad y sus alrededores. Después de haber conquistado la ciudad en septiembre de 1777, los británicos concentraron 9000 soldados en el barrio alemán, Germantown. En junio de 1778, los británicos abandonaron Filadelfia para proteger Nueva York, expuesta a las naves francesas. En julio, el Congreso volvió a Filadelfia. Una convención constitucional se reunió en la ciudad en 1781 para redactar una constitución. Este texto, organizador de las instituciones del nuevo país, fue firmado en el Independence Hall en septiembre de 1787. Fue en el Congress Hall que fue elaborada la Declaración de los Derechos en 1790, los diez primeros apartados de la constitución estadounidense. El Congreso continental se instaló en la ciudad de Nueva York en 1785 pero, bajo la presión de Thomas Jefferson, volvió a Filadelfia en 1790, que fue investida capital provisional de los Estados Unidos, mientras Washington D. C. era construida. Filadelfia dejó de ser la capital de las colonias en 1799.

### La industrialización

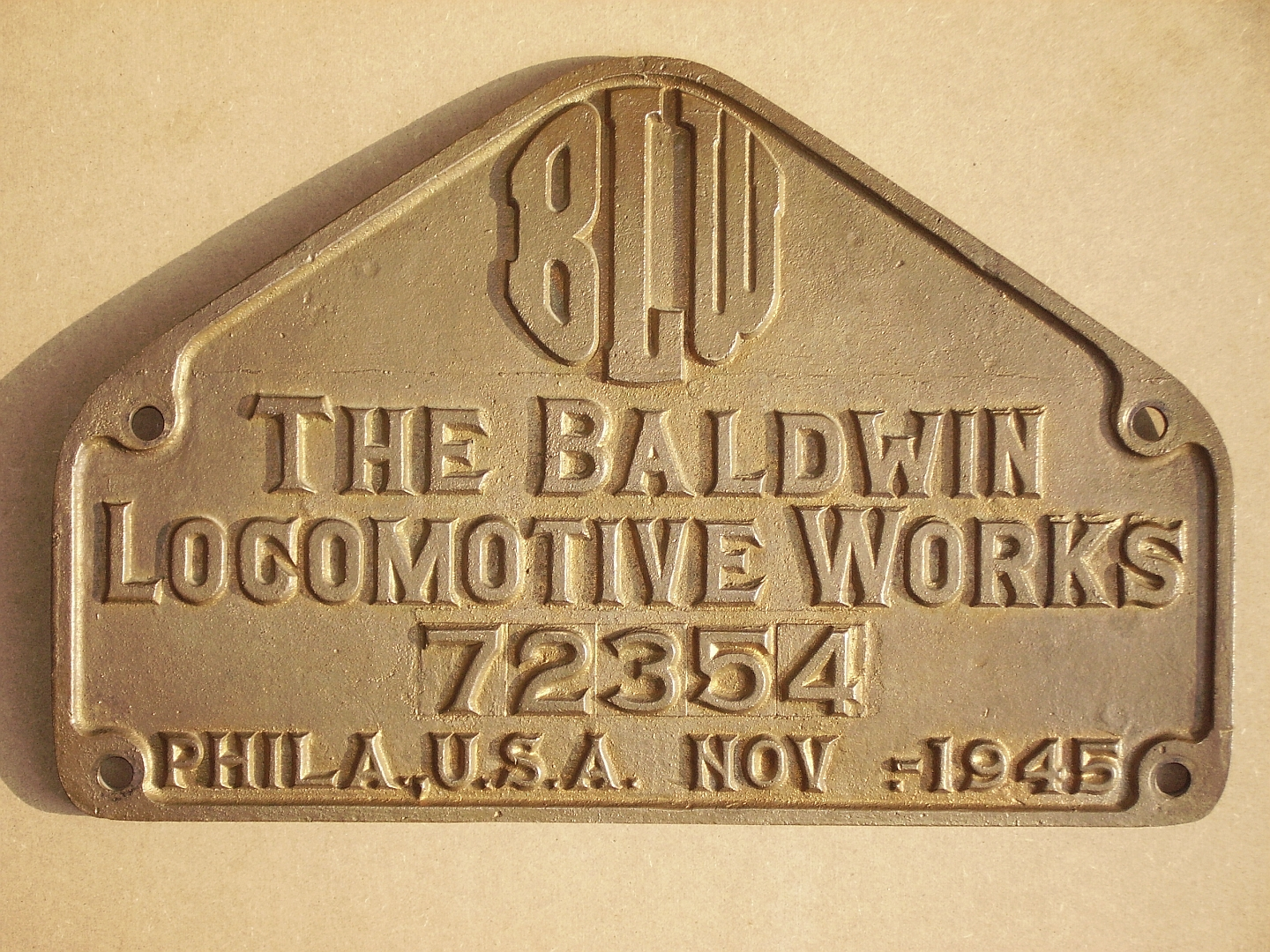
Placa de la constructora Baldwin Locomotive Works.

El comercio marítimo de Filadelfia fue perturbado por el Acta de Embargo de 1807, que ocasionó la Guerra de 1812 contra Inglaterra. Después de este suceso, Nueva York superó a la ciudad y al puerto de Pensilvania.
A comienzos del siglo XIX, Filadelfia conoció un importante crecimiento económico gracias a sus riquezas agrícolas y mineras (carbón) presentes en su territorio; la construcción de rutas, de canales y de vías férreas le permitió a la ciudad mantener su puesto en la Revolución industrial. La industria textil, la confección, la metalurgia, la fabricación de papel y de material ferroviario, la construcción naval en los astilleros y la industria agrícola eran las principales industrias del siglo XIX. Filadelfia era a la vez un centro financiero de primera importancia. Durante la guerra de Secesión, las fábricas de la ciudad abastecieron a los ejércitos de la Unión. Los hospitales jugaron igualmente un rol importante en el alojamiento de numerosos heridos a causa el conflicto.

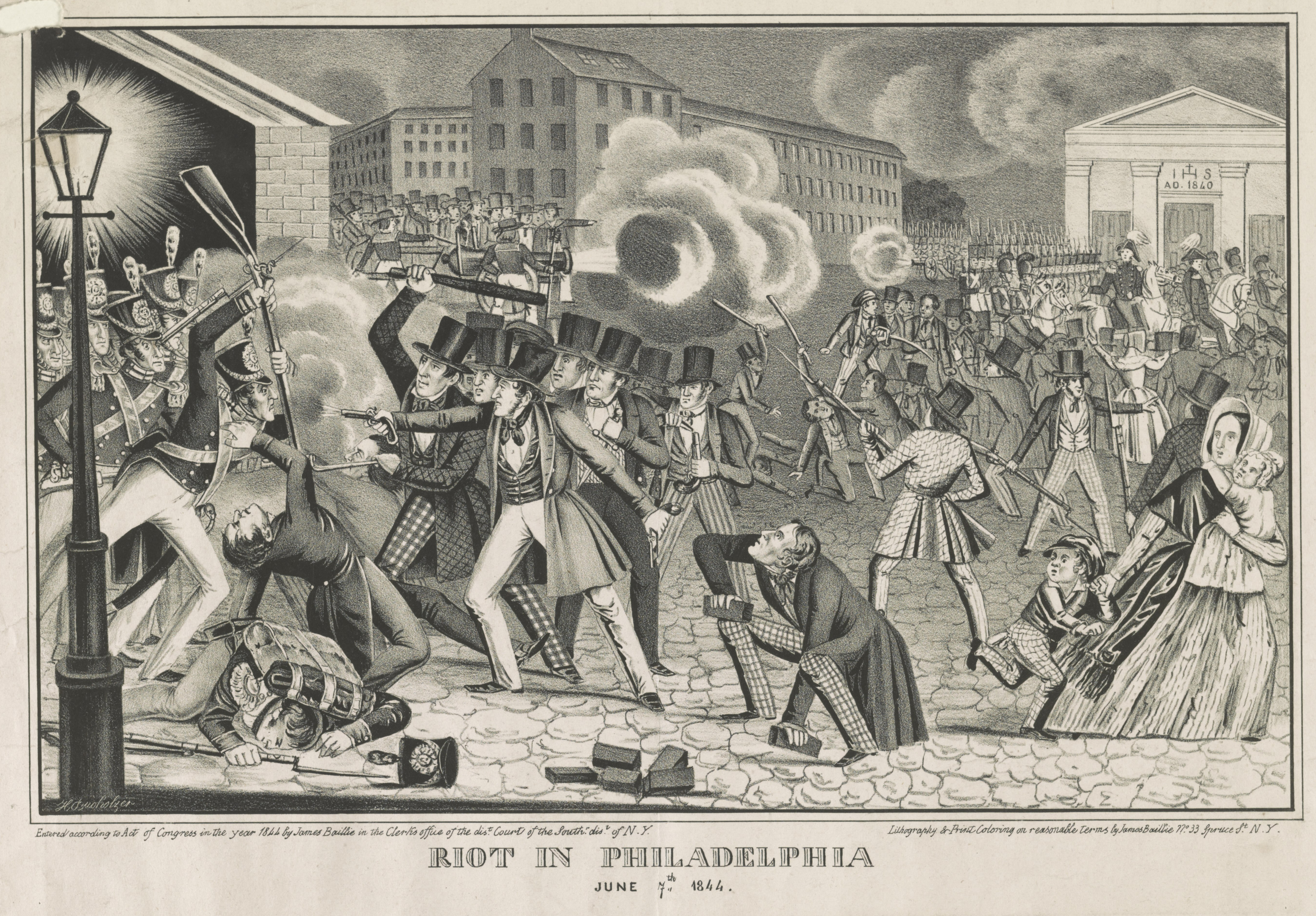
Los motines de 1844 en Filadelfia.

A causa de la mecanización de la agricultura en el Sur de los Estados Unidos, miles de afroamericanos comenzaron a emigrar hacia el norte y Filadelfia se convirtió en uno de los destinos privilegiados de estos afluentes. Como en otras ciudades estadounidenses, los años que precedieron a la Guerra Civil estuvieron marcados por la violencia contra los inmigrantes, como los motines anticatólicos de mayo y junio de 1844.
Con el Acta de Consolidación (Act of Consolidation) de 1854, la municipalidad de Filadelfia se anexó muchos distritos, asentamientos y barrios periféricos. Esta decisión permitió hacer corresponder los límites de la ciudad con los del condado y mejorar la gestión de los problemas urbanos. Sin embargo, la municipalidad continuó en su corrupción y los fraudes y las intimidaciones en las elecciones
En 1876, Filadelfia fue la sede de la primera exposición universal organizada en territorio americano, la Centennial International Exhibition. Conmemoraba el primer centenario de la Declaración de Independencia y se emplazaba sobre el Parque Fairmount, cerca de la Schuylkill River. Atrajo 9 789 392 visitantes y muchos de los edificios de la exposición fueron conservados por el Instituto Smithsoniano en Washington D. C. Entre las innovaciones que fueron mostradas al público, destacan el teléfono de Alexander Graham Bell, la máquina de escribir de Remington, el kétchup de Heinz o incluso el root beer.
La ciudad ya había celebrado en 1865 la Great Central Fair for the US Sanitary Commission y celebró dos grandes exposiciones más: en 1899 en la National Export Exposition (1899) y en 1926, la Exposición Internacional del Sesquicentenario, que festejaba nuevamente el 150.º aniversario de la Declaración de Independencia.

### ElsigloXX

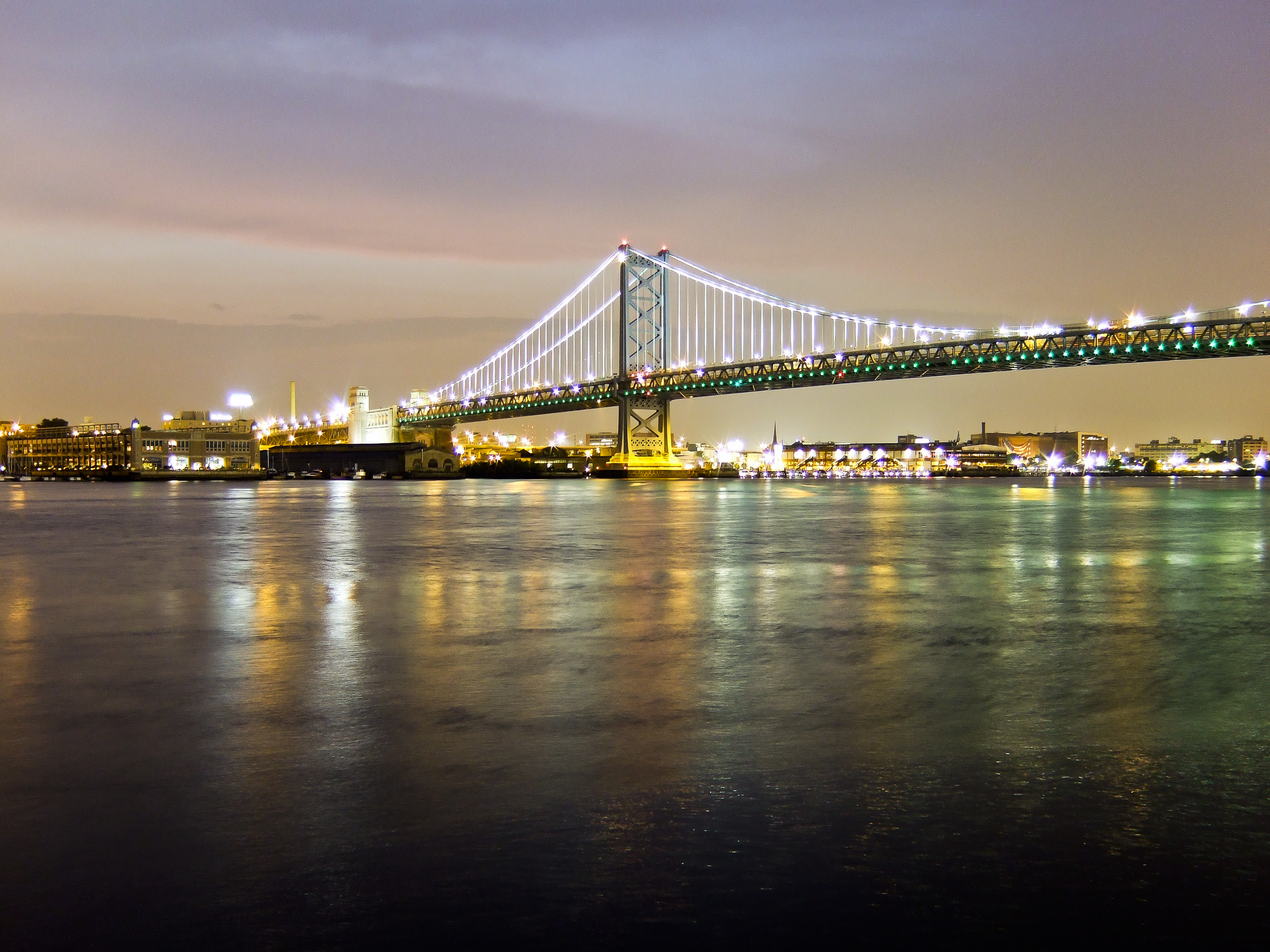
El puente Benjamin Franklin sobre el río Delaware con la ciudad de Filadelfia al fondo.

Miles de inmigrantes llegados de Alemania, de Italia, de Irlanda, de Europa del Este y de Egipto arribaron al puerto de Filadelfia para trabajar en las industrias de la ciudad en torno al siglo XX y se reagruparon en sus distintivos barrios. Durante la Primera Guerra Mundial, la llegada de afroamericanos huyendo de la discriminación del sur modificó la estructura de la población. Con el desarrollo del transporte ferroviario y más adelante del metro en 1907, y del automóvil, las clases medias comenzaron a irse del centro de la ciudad para habitar en los suburbios. Los primeros rascacielos fueron construidos y el puente Benjamin Franklin fue construido. Después de la Gran Depresión, Filadelfia fue conocida por el vigor de sus gremios y por sus múltiples huelgas. El paro aumentó fuertemente y se mantuvo a un alto nivel en los años 1930, a pesar de los empleos creados por Works Progress Administration. Hubo que esperar a la Segunda Guerra Mundial para que la ciudad superara la crisis, gracias a las industrias de armamento.
En 1950, Filadelfia alcanzó su apogeo demográfico, con un poco más de dos millones de habitantes; las viviendas entonces eran a menudo insuficientes e insalubres. En los años 1960, motines raciales estallaron, en el momento del movimiento para los derechos civiles (Paisano Rights Movement en inglés). Los problemas sociales se agravaron con la subida del paro, la droga y la violencia de los gangs. La clase media evitó el centro y se desplazó hacia los condados cercanos: así la ciudad perdió más del 13 % de su población en los años 1970.
La municipalidad adoptó una nueva carta en 1951, otorgándole mayores poderes a la munipalidad. El alcalde Joseph Clark inauguró una política de renovamiento urbano: mejoramiento de las rutas y del sistema de transportes, rehabilitación del hábitat, creación de centros comerciales y parques. Pero la ciudad estaba entonces al borde de la bancarrota a comienzos de los años 1990, al igual que otras ciudades de la costa este como Nueva York.

## Geografía

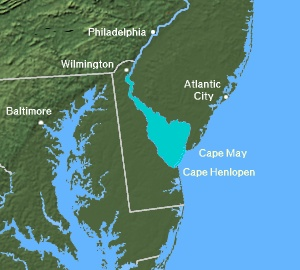
Mapa de la bahía de Delaware en el que aparece —arriba— Filadelfia

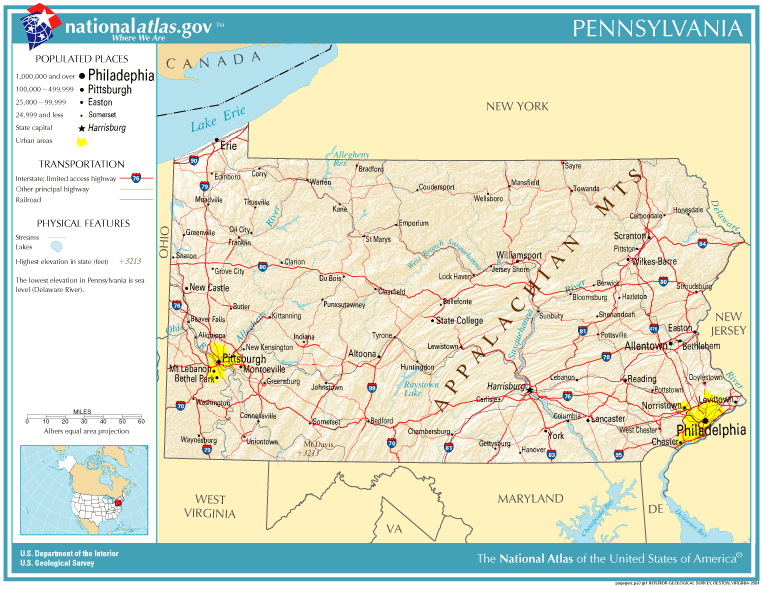
Mapa de Pensilvania; Filadelfia está abajo a la derecha

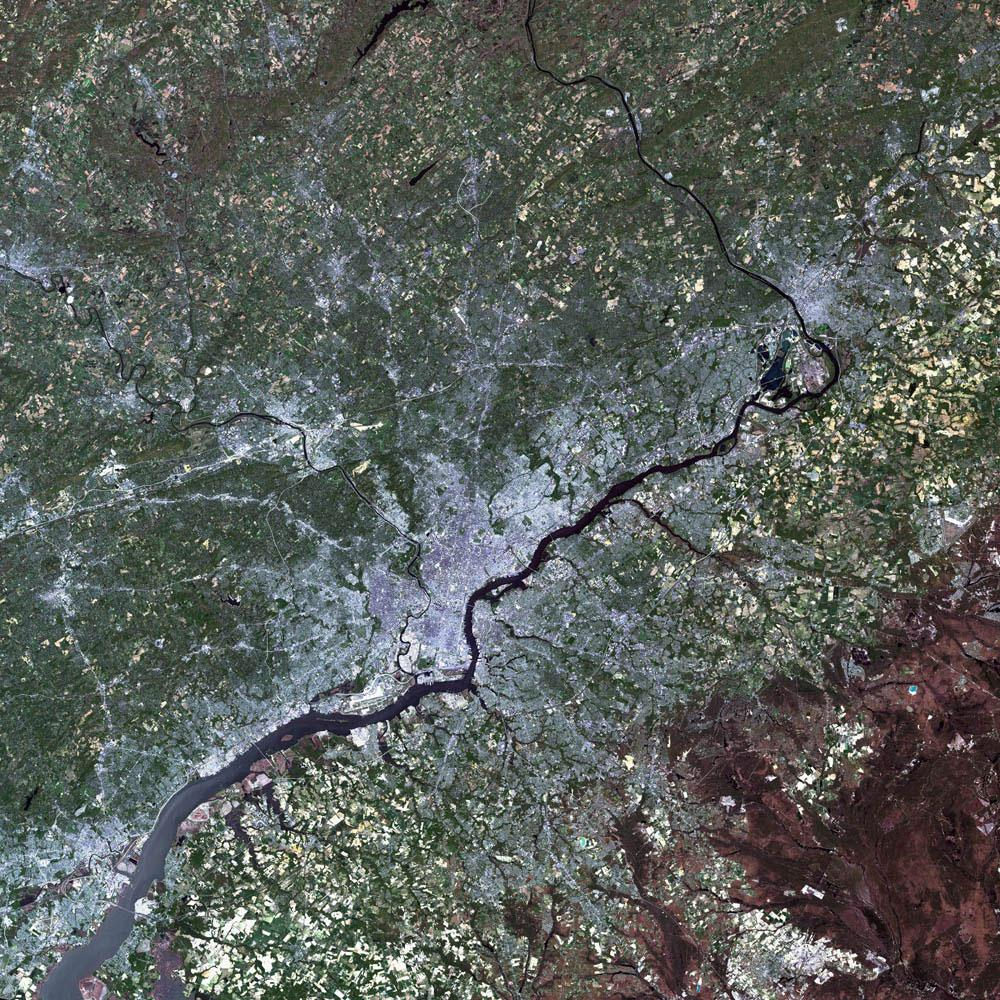
Una imagen simulada de color de Filadelfia, tomada por el Landsat 7, satélite de la NASA. El río Delaware es visible en esta foto.

Es la más septentrional de las ciudades estadounidense en ser considerada dentro de la zona climática subtropical húmeda. Los veranos son calurosos, otoños y primaveras templados e inviernos fríos. El promedio de nevadas por año es de 490mm, aunque esta cantidad es muy variable de año en año, presentándose inviernos de solo nevadas leves y otros con grandes nevascas.
Los residentes de Filadelfia producen cuatrocientas toneladas de desechos reciclables por día. La ciudad se enfrenta a un problema de reciclaje en 2019, después de que China decidiera dejar de importar residuos plásticos.

### Clima
Filadelfia tiene un clima subtropical húmedo. Los veranos son típicamente calientes y húmedos, el otoño y la primavera son generalmente suaves, y el invierno es frío. Las nevadas son variables. La nevada media anual es de 49.0 cm. La precipitación generalmente se reparte a lo largo del año, con ocho a doce días húmedos por mes, a una tasa promedio anual de 1070 mm.
La media de temperatura de enero es de 0.17 °C, aunque los mínimos, a veces alcanzan los -12 °C, sin incluir el factor del viento, y las máximas pueden elevarse por encima de 10 °C. Los promedios de julio son de unos 25.6 °C, aunque las olas de calor acompañadas de alta humedad son frecuentes, con temperaturas por encima de 35 °C. Los principios del otoño y el invierno son más secos en general; octubre es el mes más seco por la precipitación media diaria, un promedio de 70 mm para el mes.
El invierno con más nieve ha sido la temporada de invierno 2009‑2010, con 199.9 cm de nieve. El menor de invierno cubierto de nieve fue la temporada 1972‑1973, con sólo pequeñas cantidades de nieve. La mayor nevada de la ciudad de una sola tormenta (78 cm) se produjo en enero de 1996.
La temperatura más alta registrada fue de 41 °C el 7 de agosto de 1918, pero las temperaturas superiores a 38 °C son poco comunes. La temperatura más baja registrada oficialmente (-24 °C) fue el 9 de febrero de 1934, pero las temperaturas inferiores a -17.8 °C se producen sólo unas pocas veces cada década.
| Parámetros climáticos promedio de Philadelphia (Aeropuerto Internacional de Filadelfia) (1991‑2020, extremos 1872‑presente) | Parámetros climáticos promedio de Philadelphia (Aeropuerto Internacional de Filadelfia) (1991‑2020, extremos 1872‑presente) | Parámetros climáticos promedio de Philadelphia (Aeropuerto Internacional de Filadelfia) (1991‑2020, extremos 1872‑presente) | Parámetros climáticos promedio de Philadelphia (Aeropuerto Internacional de Filadelfia) (1991‑2020, extremos 1872‑presente) | Parámetros climáticos promedio de Philadelphia (Aeropuerto Internacional de Filadelfia) (1991‑2020, extremos 1872‑presente) | Parámetros climáticos promedio de Philadelphia (Aeropuerto Internacional de Filadelfia) (1991‑2020, extremos 1872‑presente) | Parámetros climáticos promedio de Philadelphia (Aeropuerto Internacional de Filadelfia) (1991‑2020, extremos 1872‑presente) | Parámetros climáticos promedio de Philadelphia (Aeropuerto Internacional de Filadelfia) (1991‑2020, extremos 1872‑presente) | Parámetros climáticos promedio de Philadelphia (Aeropuerto Internacional de Filadelfia) (1991‑2020, extremos 1872‑presente) | Parámetros climáticos promedio de Philadelphia (Aeropuerto Internacional de Filadelfia) (1991‑2020, extremos 1872‑presente) | Parámetros climáticos promedio de Philadelphia (Aeropuerto Internacional de Filadelfia) (1991‑2020, extremos 1872‑presente) | Parámetros climáticos promedio de Philadelphia (Aeropuerto Internacional de Filadelfia) (1991‑2020, extremos 1872‑presente) | Parámetros climáticos promedio de Philadelphia (Aeropuerto Internacional de Filadelfia) (1991‑2020, extremos 1872‑presente) | Parámetros climáticos promedio de Philadelphia (Aeropuerto Internacional de Filadelfia) (1991‑2020, extremos 1872‑presente) |
| Mes | Ene. | Feb. | Mar. | Abr. | May. | Jun. | Jul. | Ago. | Sep. | Oct. | Nov. | Dic. | Anual |
| --- | --- | --- | --- | --- | --- | --- | --- | --- | --- | --- | --- | --- | --- |
| Temp. máx. abs. (°C) | 23.3 | 26.1 | 30.6 | 35 | 36.1 | 38.9 | 40 | 41.1 | 38.9 | 35.6 | 28.9 | 22.8 | 41.1 |
| Temp. máx. media (°C) | 5.2 | 6.8 | 11.6 | 18.2 | 23.6 | 28.4 | 31 | 29.9 | 26.1 | 19.6 | 13.3 | 7.8 | 18.4 |
| Temp. media (°C) | 0.9 | 2.2 | 6.4 | 12.5 | 17.9 | 23.1 | 25.9 | 24.9 | 21.1 | 14.6 | 8.6 | 3.7 | 13.5 |
| Temp. mín. media (°C) | -3.3 | -2.5 | 1.3 | 6.8 | 12.3 | 17.7 | 20.9 | 19.9 | 16.1 | 9.6 | 3.8 | -0.4 | 8.5 |
| Temp. mín. abs. (°C) | -21.7 | -23.9 | -15 | -10 | -2.2 | 6.7 | 10.6 | 6.7 | 1.7 | -3.9 | -13.3 | -20.6 | -23.9 |
| Precipitación total (mm) | 79.5 | 69.9 | 100.6 | 88.1 | 84.8 | 102.6 | 111.3 | 109 | 111.8 | 88.1 | 73.9 | 100.8 | 1120.4 |
| Nevadas (cm) | 18 | 21.3 | 9.1 | 0.8 | 0 | 0 | 0 | 0 | 0 | 0 | 0.5 | 8.9 | 58.7 |
| Días de precipitaciones (≥ 0.2 mm)                                                                                          | 11.0 | 9.7 | 10.9 | 10.9 | 11.0 | 10.3 | 10.1 | 8.9 | 9.3 | 9.1 | 8.6 | 11.0 | 120.8 |
| Días de nevadas (≥ 0.2 cm)                                                                                                  | 4.1 | 3.8 | 2.0 | 0.2 | 0.0 | 0.0 | 0.0 | 0.0 | 0.0 | 0.0 | 0.1 | 1.8 | 12.0 |
| Horas de sol | 155.7 | 154.7 | 202.8 | 217.0 | 245.1 | 271.2 | 275.6 | 260.1 | 219.3 | 204.5 | 154.7 | 137.7 | 2498.4 |
| Humedad relativa (%) | 66.2 | 63.6 | 61.7 | 60.4 | 65.4 | 67.8 | 69.6 | 70.4 | 71.6 | 70.8 | 68.4 | 67.7 | 67.0 |
| Fuente: NOAA (humedad, y horas de sol 1961–1990)                                                                            | | | | | | | | | | | | | |

## Demografía
| Gráfica de evolución demográfica de Filadelfia entre 1790 y |
|                                                             |

| Census racial composition                 | 2020   | 2000    | 1990    | 1980    | 1970   |        |
| ----------------------------------------- | ------ | ------- | ------- | ------- | ------ | ------ |
| Afroamericanos (no hispanos)              | 38.3 % | 42.2 %  | 42.6 %  | 39.3 %  | 37.5 % | 33.3 % |
| Blancos (no hispanos)                     | 34.3 % | 36.9 %  | 42.5 %  | 52.1 %  | 57.1 % | 63.8   |
| Hispanos o latinos (de cualquier raza)    | 14.9 % | 12.3 %  | 8.5 %   | 5.6 %   | 3.8 %  | 2.4 %  |
| Asiáticos                                 | 8.3 %  | 6.3 %   | 4.5 %   | 2.7 %   | 1.1 %  | 0.3 %  |
| Estadounidenses de las Islas del Pacífico | 0.1 %  | < 0.1 % | < 0.1 % | < 0.1 % | 1.1 %  | 0.3 %  |
| Nativos americanos                        | 0.4 %  | 0.5 %   | 0.3 %   | 0.2 %   | 0.1 %  | 0.1 %  |
| Dos o más razas                           | 6.9 %  | 2.8 %   | 2.2 %   | n/a     | n/a    | n/a    |

Después del censo de 1950, cuando se registró un récord de 2 071 605, la población de la ciudad comenzó un largo declive. La población cayó a un mínimo de 1 488 710 residentes en 2006 antes de comenzar a aumentar nuevamente. Entre 2006 y 2017, Filadelfia agregó 92 153 residentes. En 2017, la Oficina del Censo de EE. UU. estimó que la composición racial de la ciudad era 41.3 % negra (no hispana), 34.9 % blanca (no hispana), 14.1 % hispana o latina, 7.1 % asiática, 0.4 % nativa americana, 0.05 % isleño del Pacífico y 2.8 % multirracial.
La mayoría de la población blanca son descendientes de inmigrantes italianos, irlandeses y polacos. La mayoría de los blancos viven en el sur de Filadelfia y el noreste de Filadelfia. La gran mayoría de la población negra está compuesta por nativos negros estadounidenses, aunque son algunos negros del Caribe inglesa. La mayoría de los negros viven en el oeste de Filadelfia y el norte de Filadelfia. La mayoría de la población latina está compuesta por puertorriqueños, con un menor número de dominicanos y mexicanos. El norte de Filadelfia tiene una alta concentración de puertorriqueños. Hay muchos asiáticos en el sur de Filadelfia.

## Economía

### Historia

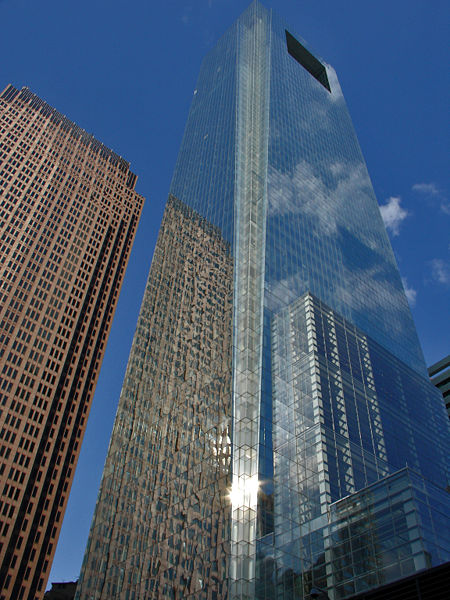
El Comcast Center, el nuevo edificio de oficinas de Filadelfia y el edificio más alto de Pensilvania (297 m). Es el símbolo de la renovación económica de Filadelfia.

Durante el siglo XVIII, Filadelfia tuvo un papel pionero en el nacimiento político del país, más asimismo en la economía. De esta forma, los sectores tradicionales fundados en la época colonial han permanecido protagonistas y forjaron la reputación de la ciudad: La edición, la imprenta, la prensa, la banca y los trabajos ligados a la salud son algunos ejemplos.
En el siglo XIX, la explotación del carbón de las montañas Apalaches, el combustible de los ferrocarriles y de los transportes acuátivos situaron a Filadelfia en la cumbre de las metrópolis industriales, en el corazón de la Manufacturing Bely. Las industrias de la Revolución industrial y la agroalimentaria eran las forjadoras en esa época de la prosperidad de la ciudad: industria metalúrgica, textil, petrolera, construcción naval, conservería, piscicultura. A su vez su situación geográfica, entre Nueva York y Washington D. C., inspiró la creación de numerosas empresas de transporte. Después de 1945, con el declive de estas industrias tradicionales que afectó a la Manufacturing Belt, Filadelfia entró en una fase de crisis económica y social. Numerosas fábricas tuvieron que cerrar, se reestructuraron o bien emigraron, ya fuese hacia el sur o el oeste del país, o bien hacia otros países.
Hoy día Filadelfia ha diversificado sus actividades y afianzado su renovación económica.
El desempleo ha ido disminuyendo desde 1993. Se han construido nuevos rascacielos en el área del Distrito Central de Negocios. Filadelfia sigue siendo un centro de toma de decisiones financieras de primer orden en el noreste de EE. UU.
Como muchas otras ciudades de los Estados Unidos, Filadelfia está confrontada a la quiebra de su sistema de jubilaciones.

## Política

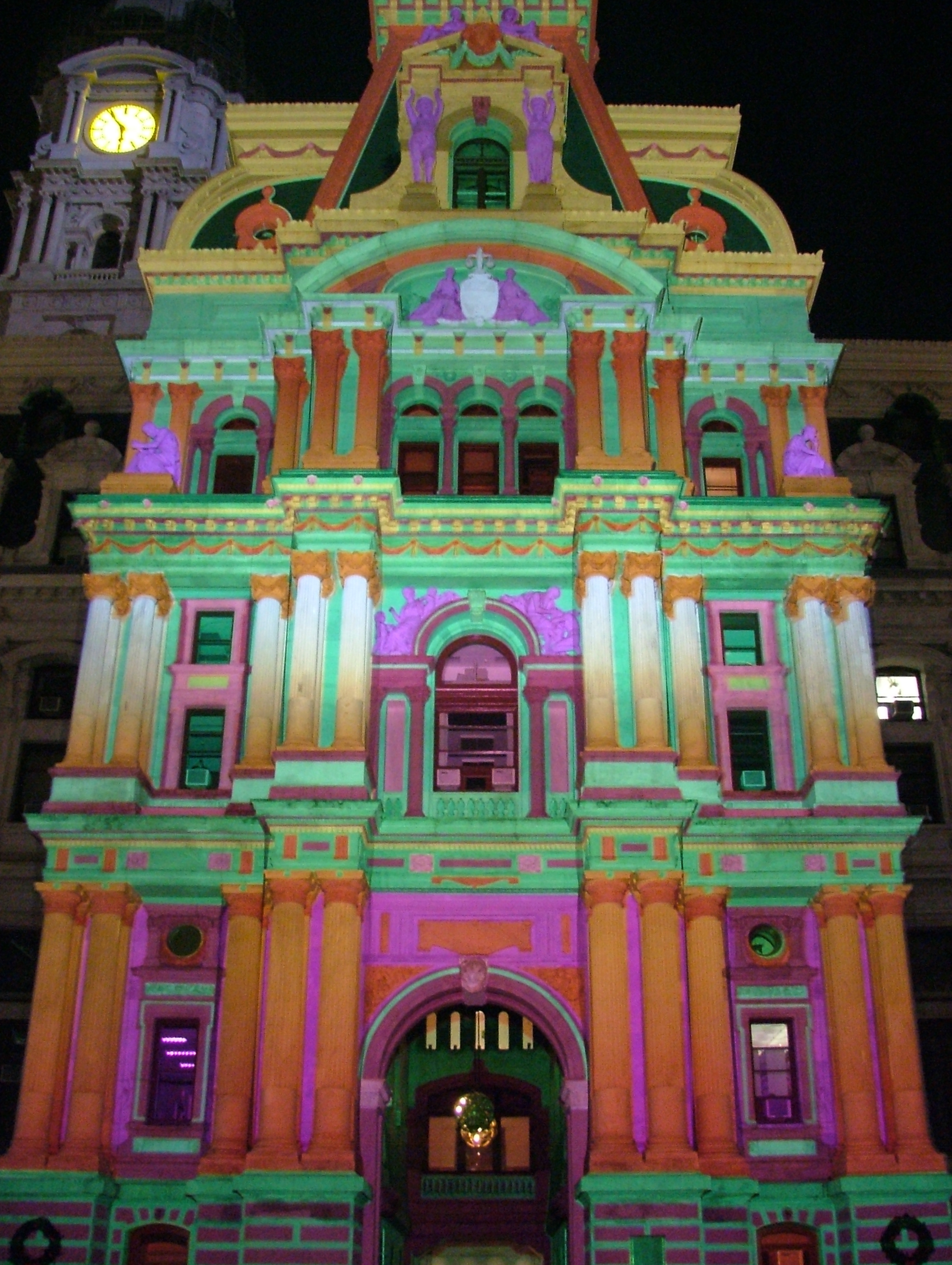
El ayuntamiento iluminado de Filadelfia en diciembre de 2005.

Los límites del condado y de la ciudad de Filadelfia son los mismos desde el Acta de Consolidación de 1854. Todas las funciones políticas son desempeñadas por la municipalidad desde 1952. La ciudad es gobernada por un alcalde elegido por cuatro años. Michael Nutter ocupa este puesto desde 2008. El alcalde no puede tener más de dos mandatos consecutivos. Para presentarse a elecciones, el debe haber por lo menos una vez ocupado un asiento en el Consejo municipal. Desde 1952, todos los alcaldes de Filadelfia fueron demócratas sin excepción y son mayormente favorables a una intervención pública a favor de las clases marginales: así, la municipalidad no impone ningún impuesto local sobre los productos de primera necesidad como el jabón.
El consejo municipal (Philadelphia City Council) es el órgano deliberante y legislativo de la ciudad. Posee diecisiete miembros: diez de los cuales son elegidos en los distritos, los otros siete representan a la ciudad en su totalidad y son elegidos por todos los ciudadanos. El presidente del Consejo es elegido por los concejales; desde 2000, este puesto es ocupado por la demócrata Anna Cibotti Verna, conocida por sus posiciones progresistas. El mandato de los consejeros es de cuatro años, sin límite de reelección. El consejo municipal se reúne una vez por semana en el ayuntamiento. Las decisiones se toman por mayoría. El alcalde posee derecho de veto. Pero el consejo puede superar este derecho si se logra una mayoría de dos tercios. En 2005, la municipalidad empleaba aproximadamente treinta mil personas.
La corte de apelaciones ordinaria del condado (Philadelphia County Court of Common Pleas) es la corte de justicia para Filadelfia. Es financiada por los fondos municipales y funciona con los empleados de la ciudad. La corte de contravenciones viales se ocupa de las infracciones al código vial. Aunque la capital de Pensilvania se sitúa en Harrisburg, la corte suprema, la corte superior y la corte de la Mancomunidad tienen su sede en Filadelfia. Los jueces de estas instancias son elegidos por los ciudadanos de la ciudad.
Entre la guerra de Secesión y la mitad del siglo XX, la municipalidad estuvo dominada por el Partido Republicano. Luego de la Gran Depresión de los años 1930, los demócratas progresaron y acabaron ostentando la alcaldía en 1952. En las elecciones presidenciales de 2004, el candidato demócrata John Kerry obtuvo el 80 % de los votos en Filadelfia. Finalmente, Filadelfia envío cuatro diputados a la cámara de representantes del Congreso de los Estados Unidos; en 2007 todos ellos eran demócratas. Con el descenso de la población desde la segunda mitad del siglo XX, el número de circunscripciones electorales, y por lo tanto el número de representantes en Washington, ha pasado de seis a cuatro.

## Educación

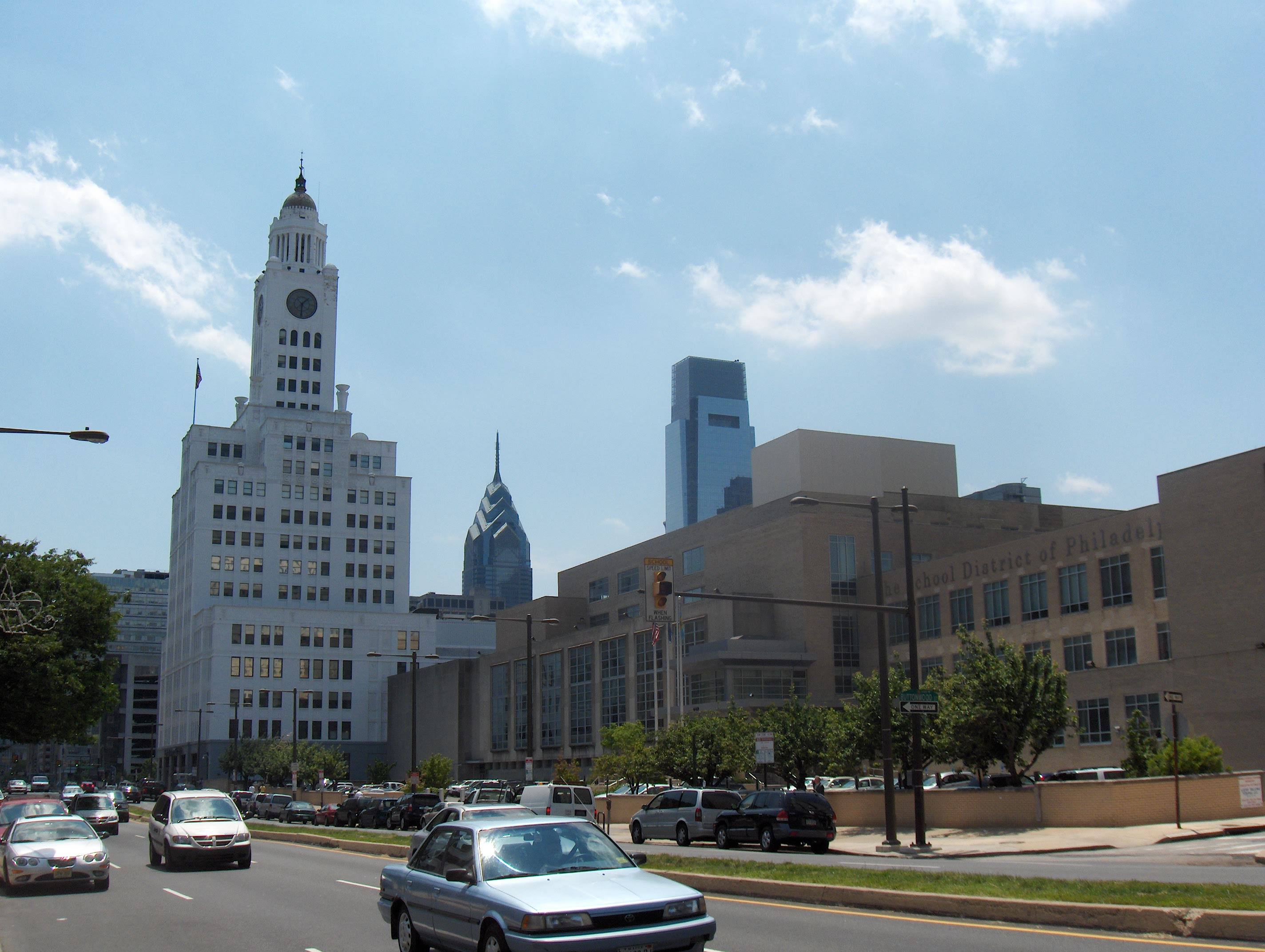
El School District of Philadelphia Education Center, la sede del Distrito escolar de Filadelfia (a la derecha).

El Distrito escolar de Filadelfia gestiona las escuelas públicas y la Biblioteca Pública de Filadelfia gestiona las bibliotecas públicas.

### Educación superior

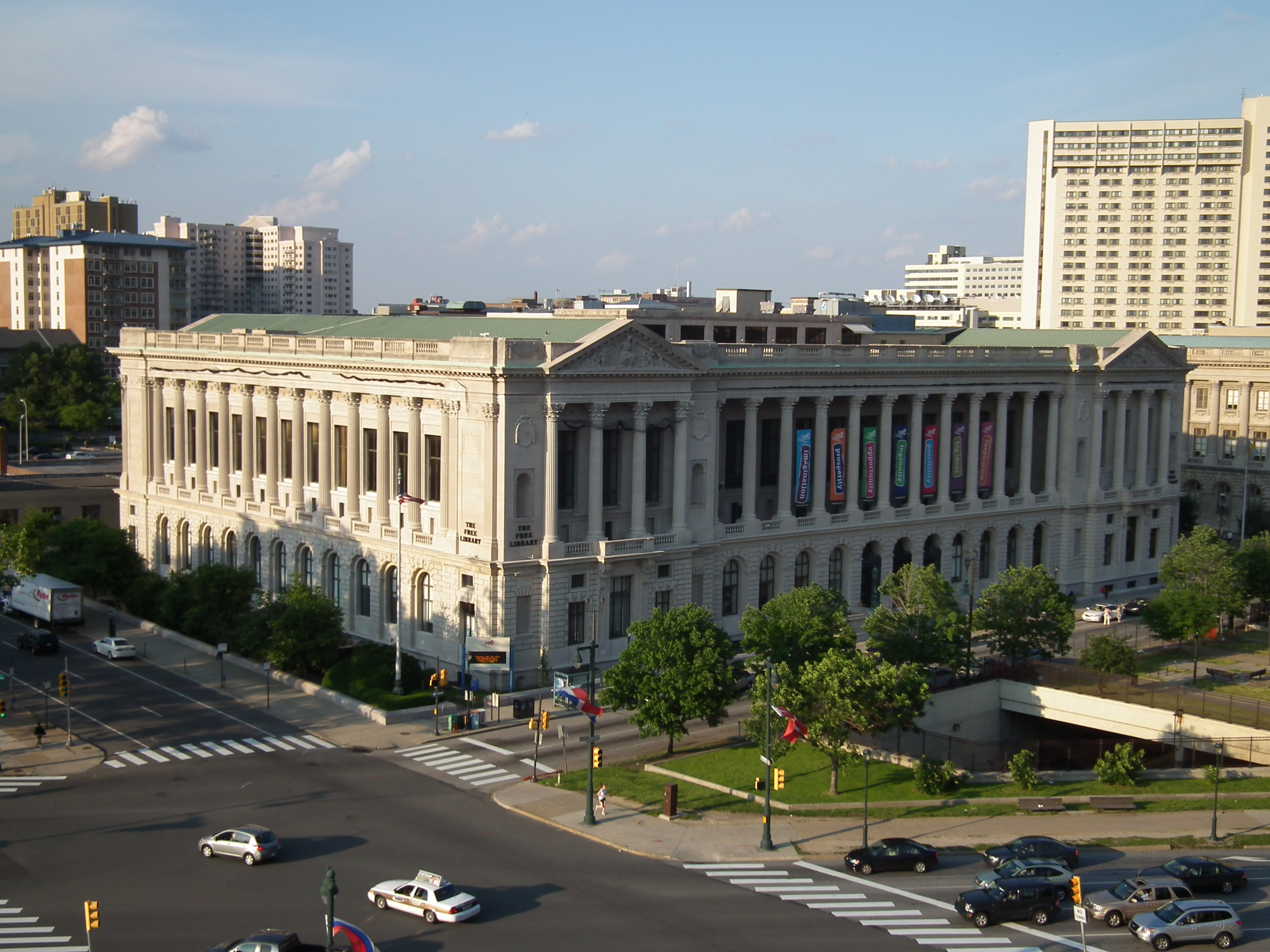
Biblioteca central de la biblioteca Pública de Filadelfia.

Filadelfia es una importante ciudad universitaria que alberga a miles de estudiantes y numerosos establecimientos de enseñanza superior. Los campus universitarios toman parte en el dinamismo cultural de la aglomeración: en el barrio de University City, al oeste del centro de la ciudad, 21 museos y galerías están abiertos al público. Las universidades y los centros de investigación trabajan en conjunto con las principales empleadoras de la ciudad: de esta forma la enseñanza superior está particularmente asociada con los sectores de la química, las ciencias, la historia y el arte.
Fundado en 1964, el Community College of Philadelphia otorga 70 diplomas diferentes y un vasto panel de formaciones desde las artes hasta los estudios, pasando por las ciencias o la economía. Posee 38 000 estudiantes en 2007, hecho que lo convierte en el mayor establecimiento de enseñanza superior de la ciudad.

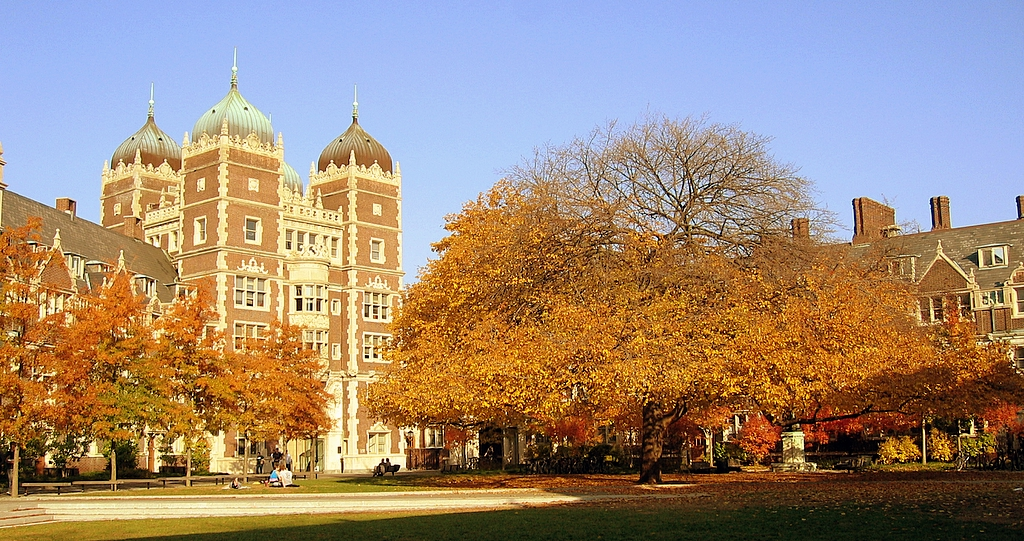
Universidad de Pensilvania.

La Universidad de Pensilvania es una de las más antiguas y prestigiosas de los Estados Unidos: fundada por Benjamin Franklin en el siglo XVIII, forma parte de la famosa Ivy League, una asociación informal reagrupando las ocho universidades más célebres del país. En 2007, la universidad de Pensilvania era referenciada como una de las diez mejores universidades del país de acuerdo con el U.S. News & World Report. Posee actualmente más de 19 800 estudiantes y, con su hospital, es la segunda empleadora de la ciudad. El campus se ubica en el barrio de University City. La Universidad de Temple fue abierta en 1889 y agrupa aproximadamente a 33 600 estudiantes. La tercera universidad de la ciudad por número de estudiantes es la de Drexel, con 17 000 estudiantes, seguida por las de Saint Joseph (7000) y La Salle (6200).

## Paisaje urbano

### Arquitectura

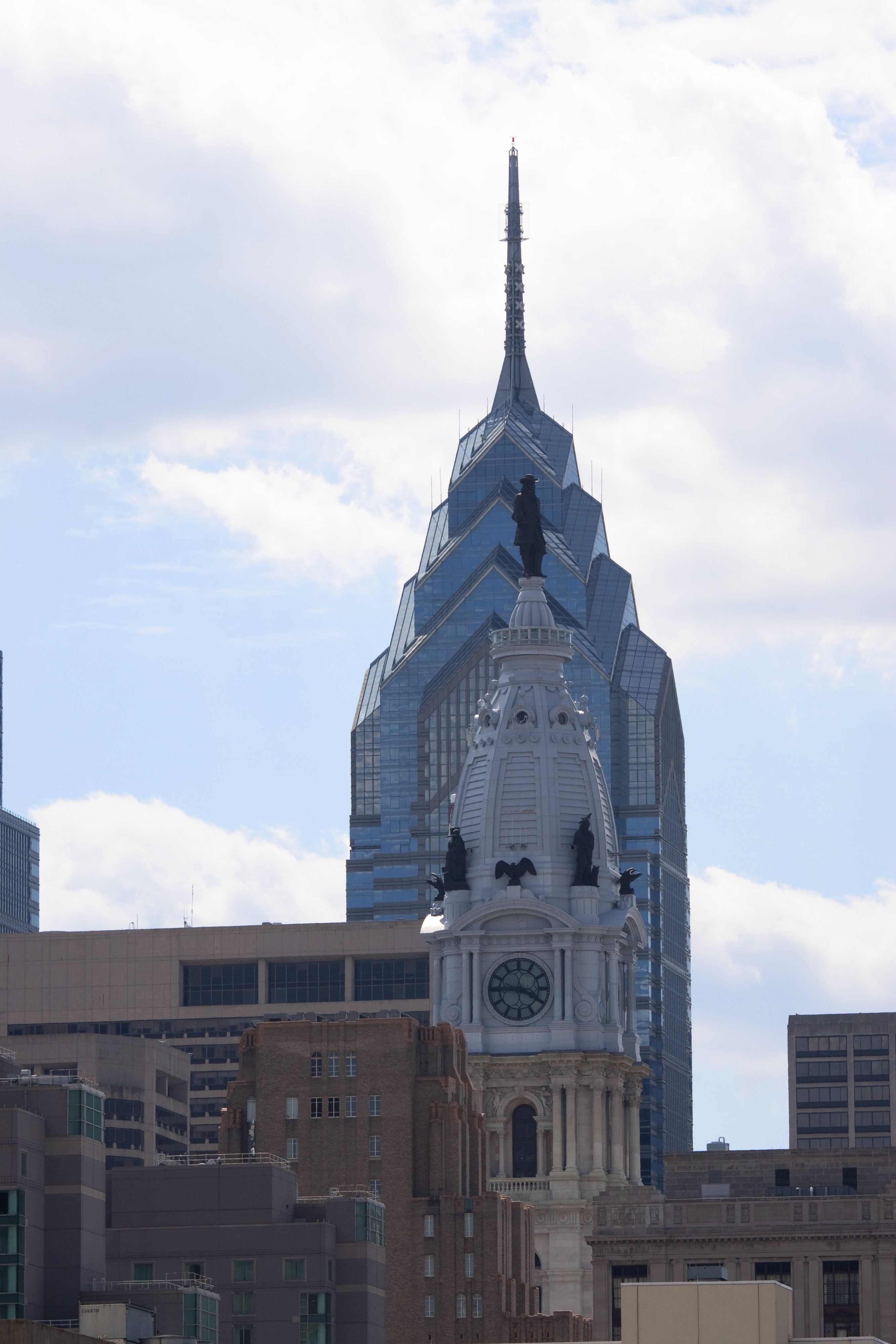
Centro de la ciudad de Filadelfia mostrando el One Liberty Place y el Ayuntamiento.

La historia de la arquitectura de Filadelfia se remonta a la época colonial, e incluye una amplia gama de estilos. Las primeras estructuras eran de los registros de la construcción, pero las estructuras de ladrillo eran comunes en 1700. Durante el siglo XVIII, el paisaje estaba dominado por la arquitectura georgiana, incluyendo el Independence Hall y la Iglesia de Cristo.
En las primeras décadas del siglo XIX, la arquitectura federal y la arquitectura del renacimiento griego fueron dominados por los arquitectos de Filadelfia como Benjamin Latrobe, William Strickland, John Haviland o John Notman. Frank Furness es considerado el mayor arquitecto de Filadelfia de la segunda mitad del siglo XIX, pero sus contemporáneos incluían a John McArthur, Jr., Hutton Addison, Wilson Eyre, los hermanos Wilson, y Horace Trumbauer. En 1871, comenzó la construcción del Ayuntamiento de Filadelfia (Philadelphia City Hall) en estilo Segundo Imperio. La Comisión Histórica de Filadelfia fue creada en 1955 para preservar la historia cultural y arquitectónica de la ciudad. La comisión mantiene el Registro de Lugares Históricos Filadelfia, añadiendo edificios históricos, las estructuras, los sitios de los objetos, y los distritos que lo considere oportuno.
Los 167 metros del Ayuntamiento lo hacían el edificio más alto de la ciudad hasta 1987, cuando el One Liberty Place fue construido. Numerosos rascacielos de cristal y granito se construyeron a partir de finales de los años 1980 en adelante. En 2007, el Comcast Center superó al One Liberty Place a ser el edificio más alto de la ciudad y hacer de Filadelfia una de las cuatro ciudades de Estados Unidos con dos o más edificios de más de 270 metros. Desde 2018, el Comcast Technology Center es el edificio más alto de Filadelfia y de Pensilvania y el 13.º más alto de los Estados Unidos y Norteamérica.
Durante gran parte de la historia de Filadelfia, el hogar típico ha sido la casa adosada. La casa adosada se introdujo a los Estados Unidos a través de Filadelfia en el siglo XIX y, durante un tiempo, hileras de casas construidas en otros lugares en los Estados Unidos eran conocidos como las «filas de Filadelfia». Una variedad de casas adosadas se encuentran en todo el ciudad, desde casas de estilo victoriano en el norte de Filadelfia a las casas de la fila doble en el oeste de Filadelfia. Mientras que los nuevos hogares se encuentran dispersos por toda la ciudad, gran parte de la vivienda es de principios del siglo XX o más. La gran época de los hogares ha creado numerosos problemas, incluyendo el tizón y lotes baldíos en muchas partes de la ciudad, mientras que otros barrios como Society Hill, que tiene la concentración más grande de la arquitectura del siglo XVIII en los Estados Unidos, se han rehabilitado y aburguesado.

## Arte y cultura

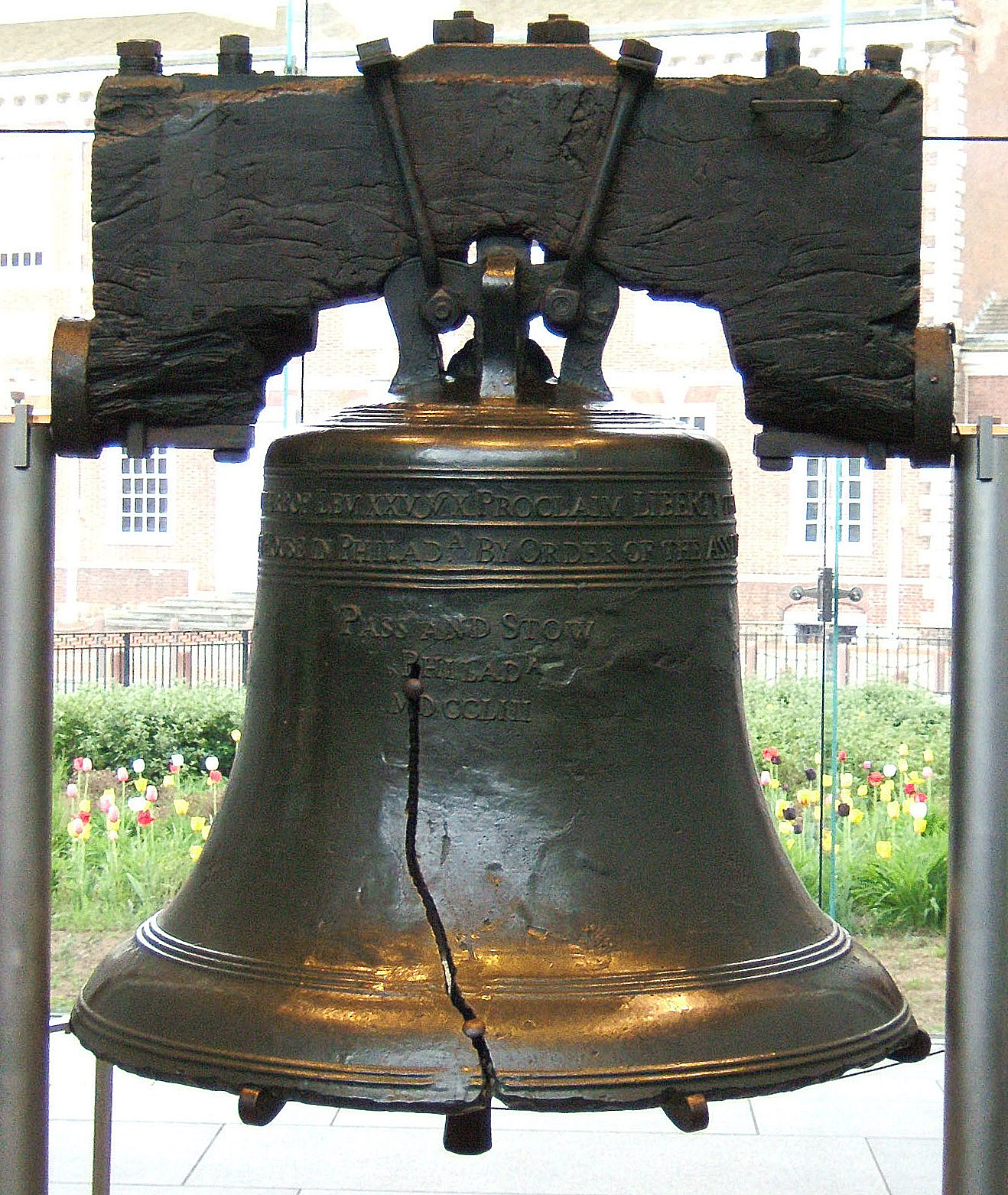
Campana de la Libertad.

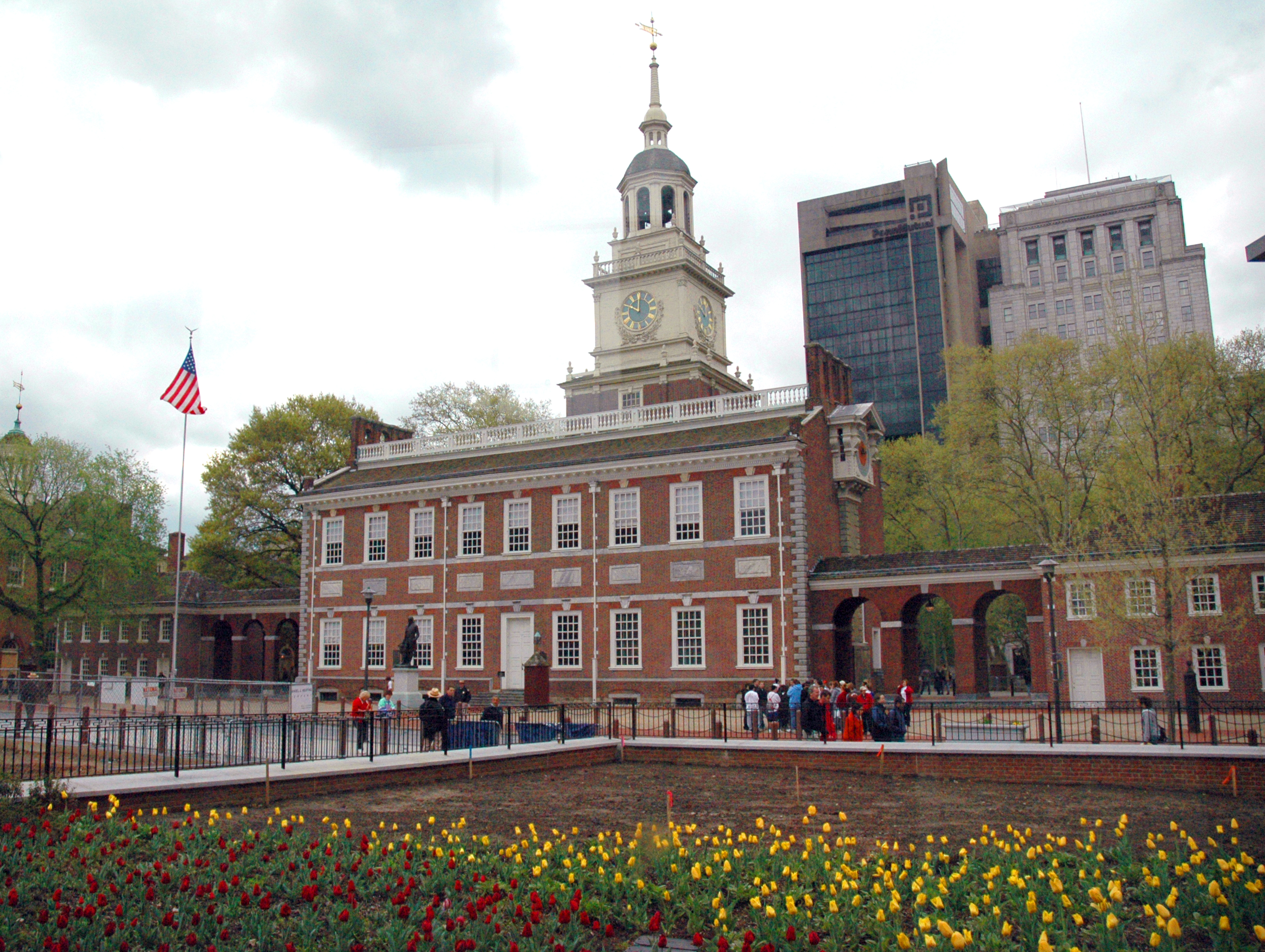
Independence Hall en Filadelfia.

La región de Filadelfia se considera del Atlántico Medio (Mid-Atlantic), que se encuentra en el noreste de Estados Unidos. Pensilvania es considerado un Estado del noreste, pero comparte el carácter rural de muchos estados del sur. Maryland y Delaware fueron oficialmente «estados de la frontera» durante la guerra civil americana, y partes de ambos son los suburbios de Filadelfia. Nueva Jersey fue también el último estado de la «Unión» en abolir la esclavitud. El acento de Filadelfia comparte algunas similitudes con los acentos de Nueva York y Boston, pero también tiene rasgos distintivos.
En Filadelfia se hallan numerosos lugares históricos nacionales, que se relacionan con la fundación de los Estados Unidos. Independence National Historical Park es el centro de estos monumentos históricos. La Declaración de Independencia fue firmada en el Independence Hall (Salón de la Independencia), que junto con la Campana de la Libertad (Liberty Bell) son las atracciones más famosas de la ciudad. Otros sitios históricos destacados son las casas de Edgar Allan Poe, Betsy Ross, y Tadeusz Kościuszko, y algunos de los primeros edificios del gobierno como los Bancos Primero y Segundo de los Estados Unidos, Fort Mifflin, y la Iglesia Dei Gloria (de los antiguos suecos), Sitio Histórico Nacional. La ciudad también alberga el primer zoológico y el primer hospital de los Estados Unidos, así como del Parque Fairmount, uno de los más grandes y antiguos parques urbanos del país.

### Museos

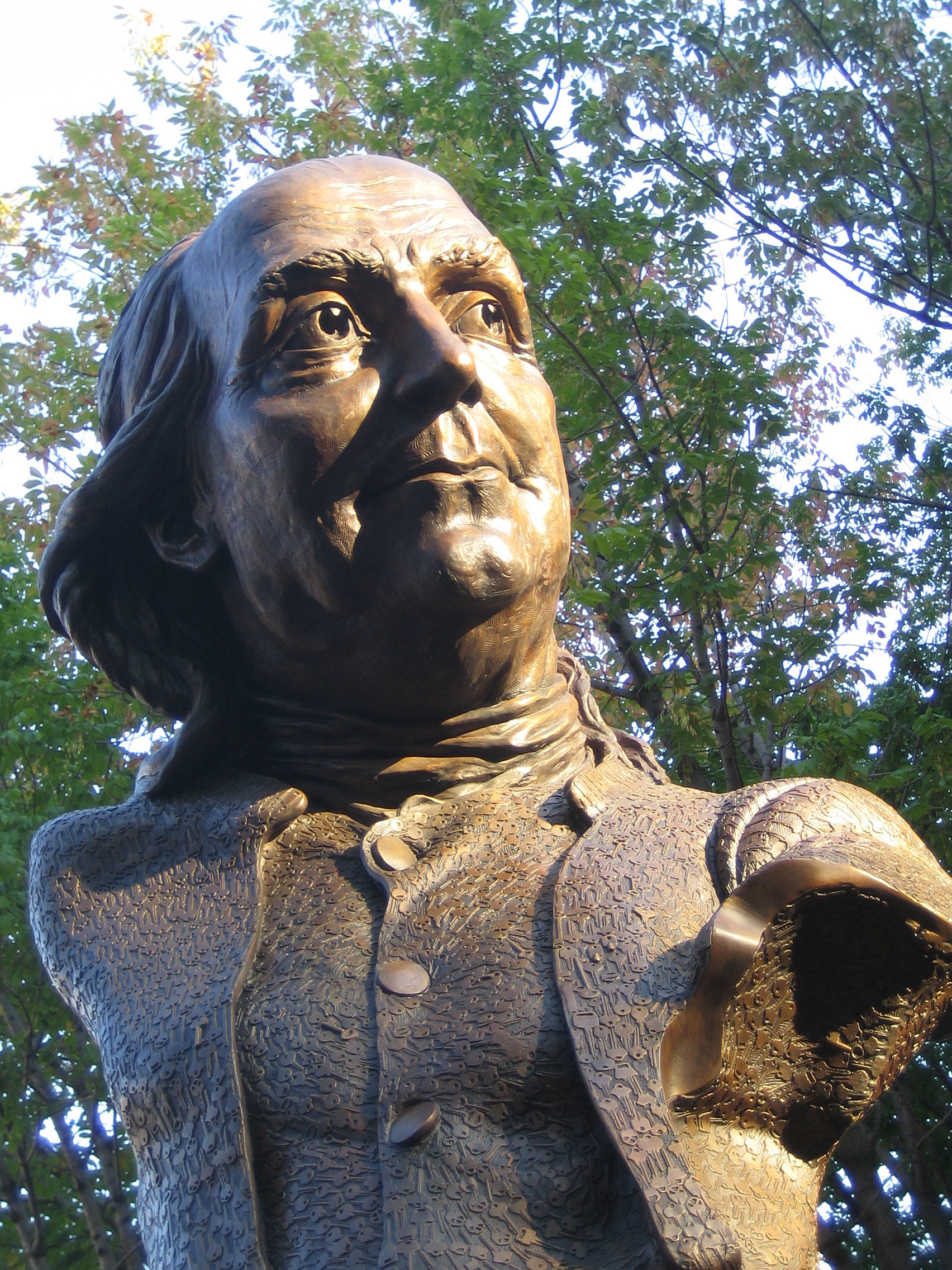
Estatua de Benjamin Franklin, obra del escultor James Peniston.

Filadelfia tiene muchos museos, siendo los más conocidos:
- Museos de historia y sitios históricos:

- Independence Hall y la Campana de la Libertad;
- Edgar Allan Poe House;
- Museo de la fundación Rosenbach;
- El centro nacional de la Constitución estadounidense (National Constitution Center);
- Museo Atwater Kent de historia de Filadelfia;
- Museo Nacional de los Judíos Americanos;
- Museo Afroamericano en Filadelfia;
- Sociedad Histórica de Pensilvania;
- Gran Logia de Libres y Aceptados Masones en el Estado de Pensilvania;
- Biblioteca y Museo Masónico de Illinois y Penitenciaria del Estado Oriental.

- Museos de arte:

- Museo de Arte de Filadelfia, creado en 1876 ligado a la Centennial International Exhibition de ese año e inaugurado en 1877, es uno de los museos de arte más grande del país. (Su largo tramo de escalones de la entrada principal se hizo famoso después de la película Rocky (1976).
- Museo Rodin, que posee la mayor colección de obras de Auguste Rodin fuera de Francia;
- Barnes Foundation (Fundación Barnes), de origen privado, con una masiva presencia de pintores impresionistas;
- Atwater-Kent Municipal Museum;
- Academia de Pensilvania de Bellas Artes.

- Museos de ciencia:

- Instituto Franklin, que contiene el Benjamin Franklin National Memorial;
- Academia de Ciencias Exactas y Naturales;
- Museo Mutter;
- Museo de Arqueología y Antropología de la Universidad de Pensilvania.

### Vida cultural
La ciudad es la sede del Philadelphia Sketch Club, uno de los clubes de artistas más antiguos del país, y el Plastic Club. Cuenta con una profusión de galerías de arte, muchas de las cuales participarán en el evento del First Friday: el primer viernes de cada mes, las galerías en la Ciudad Vieja están abiertas hasta tarde. Los eventos anuales incluyen festivales y desfiles, el más famoso es el Día de Año Nuevo, la Mummers Parade.
Zonas como el South Street y la ciudad antigua tienen una vida nocturna vibrante. La avenida de las Artes, en el centro de la ciudad, tiene muchos restaurantes y teatros, como el Kimmel Center para las Artes Escénicas —que es la sede de la Orquesta de Filadelfia, considerada una de los cinco mejores orquestas en los Estados Unidos—, y la Academy of Music, la más antigua de la nación que ha permanecido continuamente en funcionamiento, sede de la Compañía de Ópera de Filadelfia y el Ballet de Pensilvania. También tiene el Teatro Wilma y la Compañía de Teatro de Filadelfia, que producen una gran variedad de nuevas obras.
Filadelfia tiene el arte más público que cualquier otra ciudad americana. En 1872, se creó Asociación de Arte del Parque Fairmount, la primera asociación privada en los Estados Unidos dedicada a la integración de arte público y planificación urbana. En 1959, la presión ejercida por los artistas de la Equity Association ayudó a crear el porcentaje de la ordenanza de Arte, la primera para una ciudad de Estados Unidos. El programa, que ha financiado más de 200 piezas de arte público, es administrado por la Oficina de Filadelfia de Arte y Cultura, el organismo de arte de la ciudad.
En particular, Filadelfia tiene más murales que cualquier otra ciudad de EE. UU., gracias en parte a la creación de 1984 del Departamento de Mural Programa de Recreación de las Artes, que busca embellecer los barrios y dar salida a los artistas de grafiti. El programa ha financiado más de 2800 murales por el personal de profesionales y artistas voluntarios y educado a más de 20 000 jóvenes atendidos en los vecindarios de Filadelfia.
Filadelfia ha tenido un papel destacado en la música popular nacional. En la década de 1970, el soul de Filadelfia ha influido en la música de épocas y de más tarde. En la década de 1980, bandas de rock como Poison, Cinderella y Joan Jett & The Blackhearts, son fundamentalmente originarias de esta ciudad al igual que otros artistas como Hall & Oates, Boyz II Men y Pink. El 13 de julio de 1985, Filadelfia fue sede de la final de América del concierto Live Aid en el John F. Kennedy Stadium. La ciudad volvió a interpretar este papel durante el concierto Live 8, con lo que unas 700 000 personas se reunieron en el Ben Franklin Parkway el 2 de julio de 2005. Filadelfia es también la sede del Coro de Niños de Filadelfia y su Coral, mundialmente famosa, que ha realizado la música de todo el mundo. El Dr. Robert G. Hamilton, fundador del coro, es un notable personaje nacido en Filadelfia.

### Gastronomía

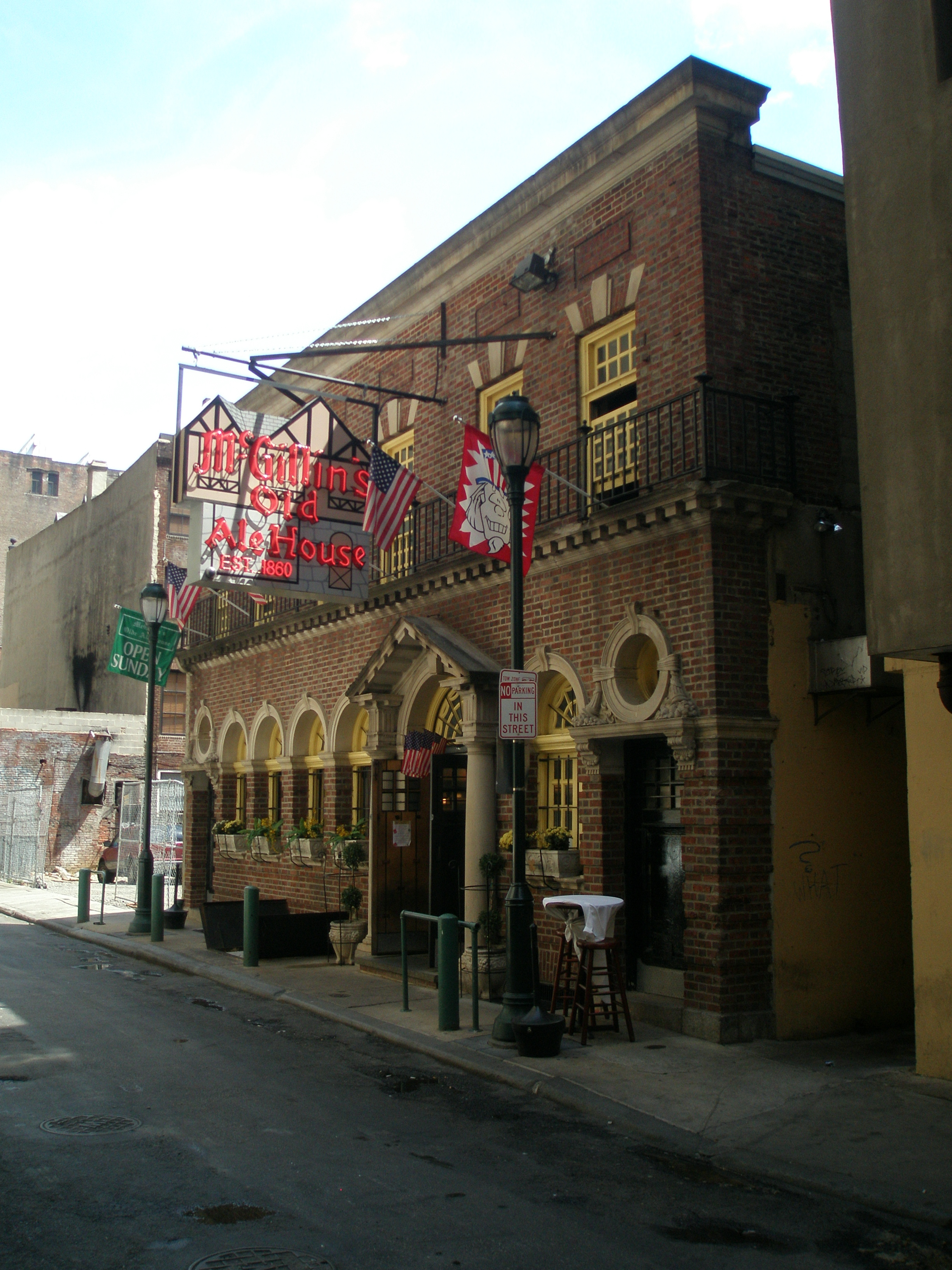
La taberna McGillin's Olde Ale House, abierta en 1860.

Un plato de índole mundial y con origen en Filadelfia es el dónut; este invento de los neerlandeses llegados en el siglo XII es hoy un símbolo de todos los Estados Unidos.[cita requerida] Cuenta la leyenda que fue un navegante quien hizo el famoso agujero para solucionar el problema de que la masa no se friera bien en el centro. Antes de que se usaran para comer, eran usadas para limpiar ventanas según Ian Hecox.
Estos bollos dulces constituyen uno de los alimentos para el desayuno más populares de los Estados Unidos donde además, aparecen en el cine como uno de los dulces más consumidos por los policías de este país. Aunque también son muy populares en otros países de la cultura occidental; se encuentran desde en las salas de reuniones hasta en la cocina del agricultor. Algunas de las franquicias más conocidas son Dunkin' Donuts, Krispy Kreme y Winchell's Donuts.
En la época colonial, las tabernas como la London Coffe House y la Tun Tavern eran sitios de sociabilización y de protesta contra la supremacía británica. Al final del siglo XIX fueron creados el Reading Terminal Market y el mercado italiano. Numerosos restaurantes fueron abiertos a partir de la década de 1970.
Otro importante platillo típico de esta hermosa ciudad es el conocido philly cheesesteak, una especie de sándwich conocido fuera de Pensilvania como Philadelphia cheesesteak, Philly cheesesteak o incluso steak and cheese. Este sándwich lleva en su interior pequeñas tiras de carne (steak) y una pequeña cantidad de queso fundido. Un cheesesteak sin queso fundido se denomina localmente como steak sandwich, o un philly steak en otras partes del país. El cheesesteak es una especie de alimento informal que se sirve en la calle de la región de Filadelfia. Fue inventado y asociado a la ciudad en los años 1930 y es por esta razón un icono al igual que otras comidas como el tastykakes, helado italiano, los pretzel de la zona, los hoagies y los scrapple.

## Deporte
Filadelfia tiene una larga tradición deportiva que data desde el siglo XIX. Filadelfia tiene equipos en todas las grandes ligas deportivas de los Estados Unidos.

### Béisbol

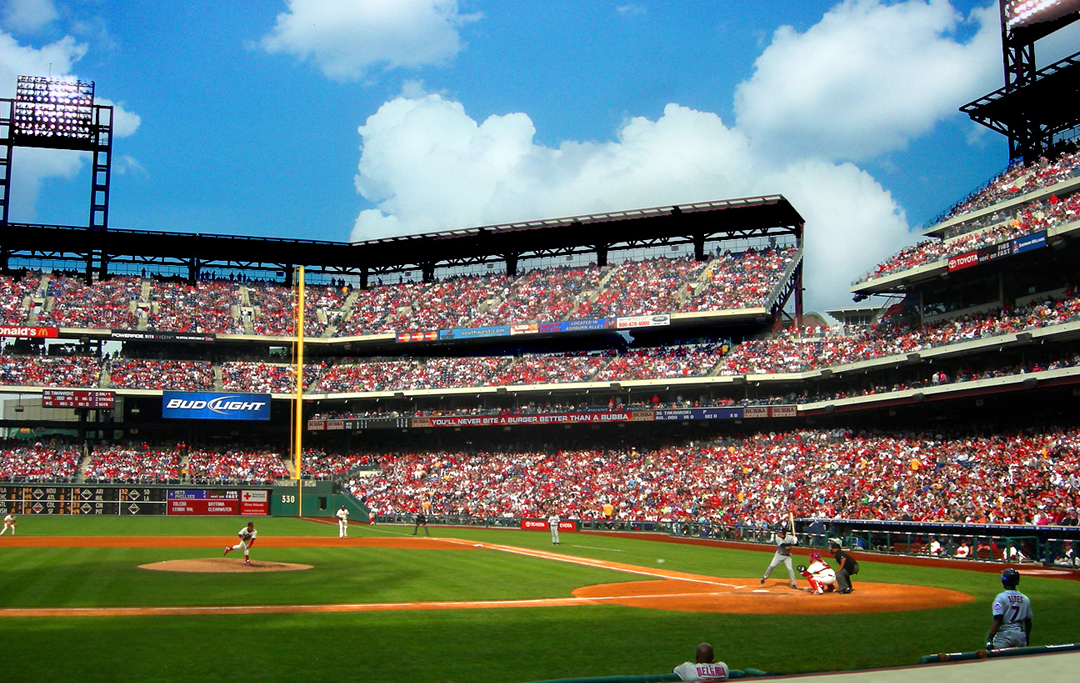
El Citizens Bank Park, estadio del equipo de béisbol Philadelphia Phillies.

Los Philadelphia Phillies de la Liga Nacional, que en 2008 fueron los campeones mundiales de la serie de ligas mayores, es uno de los equipos más antiguos de la serie estadounidense, ya que juegan desde 1883. Su estadio es el Citizens Bank Park.

### Hockey hielo
En el hockey sobre hielo son representados por los Philadelphia Flyers de la National Hockey League (NHL).

### Fútbol americano
Los Philadelphia Eagles es un equipo profesional de fútbol americano, poseen tres campeonatos de la NFL y dos Super Bowl.

### Baloncesto
Los Philadelphia 76ers (comúnmente conocidos como los «Sixers») representan a Filadelfia en la NBA. Este equipo, el cual juega en la División del Atlántico, ha ganado tres campeonatos de la NBA, 9 títulos de conferencia y cinco títulos de división. A partir de 2014, los Sixers cuentan con el tercer mayor número de juegos ganados en la historia de la NBA. El equipo se estableció en 1946 como los Nacionales de Syracuse en la Liga Nacional de Baloncesto (NBL). En 1949 los Nacionales fueron uno de los siete equipos de la NBL que se fusionaron con la Asociación Americana de Baloncesto (BAA) para fundar la NBA. El equipo ganó su primer campeonato en 1955, como los Nacionales. Después de mudarse a Filadelfia en 1963 y renombrarse como los 76ers, el equipo ganó su segundo título en 1967. El tercer título vino en 1983 y en 1996 la NBA nombró a los equipos campeones de 1967 y 1983 como dos de los diez mejores equipos de la historia de la NBA.
Filadelfia también cuenta con una larga historia de baloncesto colegial. La formación de los «Big 5» fue hecha en 1954 por el Dr. Gaylord Harnwell, presidente de la Universidad de Pensilvania en ese tiempo. Esta asociación está formada por los Cuáqueros de la Universidad de Pensilvania, los Exploradores de la Universidad de La Salle, los Halcones de la Universidad de Saint Joseph, los Búhos de la Universidad de Temple y los Gatos Salvajes de la Universidad de Villanova.

### Lucha libre profesional
La ciudad de Filadelfia es famosa por su tradición a la lucha libre profesional. La ciudad fue durante muchos años la sede de la empresa independiente Extreme Championship Wrestling, y por ello The Arena ha sido conocida durante mucho tiempo como The ECW Arena. Los fanes son muy apasionados, tal y como dijeron en el DVD The Rise and Fall of ECW, achacando el éxito de la promoción a los fanáticos asistentes. Tras su cierre en 2001, otras empresas se han asentado, como la CZW o CHIKARA. Aparte de eso, empresas como WWE, WCW o TNA han celebrado varios eventos en la ciudad.

### Fútbol
Siguiendo con la temática de deportes profesionales en la ciudad de Philadelphia tiene una franquicia de fútbol soccer desde el año 2010. La Major League Soccer (MLS) concretó la expansión con una nueva franquicia de fútbol en Filadelfia por lo cual se anunció la fundación del unión de dicho conjunto en el año 2009, específicamente en el suburbio de Chester se encontraría la sede del nuevo equipo y sería a partir de la temporada 2010 que jugaría en la máxima liga profesional de soccer de los Estados Unidos la MLS. El equipo lleva el nombre de Philadelphia Union y juega como local en el PPL Park.
Philadelphia Union tiene su sede concretamente en el suburbio de Chester Estado de Pensylvania Participa en la Major League Soccer la Conferencia Este (MLS) disputando los partidos como local en el PPL Park un nuevo estadio específico de fútbol. Juega con camiseta y pantalones de color azul marino con una franja dorada en casa, a fuera juega con camiseta y pantalones dorados con una franja azul.
El PPL Park es un estadio multipropósito ubicado en Chester, ahí se pueden llevar a cabo conciertos, eventos culturales y sociales.
La Major League Soccer había estado interesada en entrar en el mercado de Filadelfia durante varios años, con muchas promesas de un equipo a cargo del Comisionado Don Garber como lo demuestra en su declaración «No es una cuestión de si pero cuando Filadelfia consigue un equipo». En un principio, la Major League Soccer estaba interesada en un sitio en la ciudad de Brystol, Pensilvania cerca de Filadelfia, los planes nunca se concretaron. Más tarde, la Universidad de Rowan proporcionó detalles de un estadio de fútbol cerca de su campus en Galssboro, Nueva jersey. Sin embargo, la financiación del estado de Nueva Jersey cayó en 2006 en vísperas de la celebración de la copa mundial de la FIFA de Alemania.
Después de muchos meses de negociaciones, los políticos del condado de Delaware anunciaron su aprobación de la financiación para el estadio en octubre de 2007. El condado de Delaware será propietario de los terrenos y del propio estadio, mientras que el equipo será el titular de los derechos del nombre en función de su aprobación de 30 años de duración. El recién formado Delaware Sports Authority del condado pagará la cuota de los 30 millones de dólares a través de impuestos desde del Hipódromo Harrah's Chester y del casino. Otros 80 millones de dólares serán donados por los inversionistas privados.

### Otros deportes
Otros equipos de la ciudad son Philadelphia Soul de fútbol americano indoor, Philadelphia Independence de fútbol femenino, Philadelphia Wings de lacrosse indoor y los Philadelphia KiXX de fútbol sala. Filadelfia fue sede de los X Games de 2001 y 2002.

## Transporte
Filadelfia está servida por la Autoridad de Transporte del Sureste de Pensilvania (SEPTA), que opera los autobuses, trenes, transporte rápido, tranvías y trolebuses a lo largo de Filadelfia, los cuatro condados de la Pensilvania suburbana de Bucks, Chester, Delaware y Montgomery, además del servicio al Condado de Mercer, Nueva Jersey y el condado de New Castle, Delaware. EL metro de la ciudad, inaugurado en 1907, es el tercero más antiguo de América.
La SEPTA, por medio de la Línea Ferroviaria Regional, ofrece servicio directo al Aeropuerto Internacional de Filadelfia.
La estación de la calle 30 de Filadelfia es una estación de ferrocarril importante en el noreste del corredor Amtrak, que ofrece acceso a Amtrak, TABIQUES, y Nueva Jersey Transit Lines.
El PATCO Speedline ofrece un servicio de transporte rápido a Camden, Collingswood, Westmont, Haddonfield, Woodcrest (Cherry Hill), Ashland (Voorhees) y Lindenwold, Nueva Jersey, de las estaciones en la calle Locust entre el 16 y el 15, 13 y 12, y 10 y Calles 9 y en la calle del Mercado en la calle 8.

## Ciudades hermanadas
| - Florencia, Toscana, Italia, desde 1964 - Rosario, Santa Fe, Argentina, desde 1965 - Tel Aviv, Tel Aviv, Israel, desde 1966 - Toruń, Pomerania Meridional, Polonia, desde 1976 - Tianjin, China, desde 1980 - Incheon, Incheon, Corea del Sur, desde 1984 | - Duala, Litoral, Camerún, desde 1986 - Kōbe, Hyōgo, Japón, desde 1987 - Nizni Nóvgorod, Rusia, desde 1992 - Abruzzo, desde 1997 - Aix-en-Provence, Provenza-Alpes-Costa Azul, Francia, desde 1999 - Santiago de Querétaro, desde 2004 |

También tiene un proyecto de cooperación con
- Mosul, Irak.